# Chiến dịch Na Uy
Chiến dịch Na Uy là tên gọi mà phe Đồng Minh –  Anh và Pháp –  đặt cho cuộc đối đầu trực tiếp trên bộ đầu tiên giữa họ và quân đội Đức Quốc xã trong chiến tranh thế giới thứ hai. Cuộc chiến này nổ ra vào tháng 4 năm 1940 khi Anh và Pháp gửi quân viễn chinh đến Na Uy để giúp đỡ quốc gia này chống lại cuộc xâm lăng của Đức. Cuộc chiến kéo dài tổng cộng 62 ngày, từ 9 tháng 4 đến 10 tháng 6 năm 1940, khiến Na Uy trở thành quốc gia có thời gian chống lại cuộc xâm lăng trên bộ của Đức dài nhất trong cả cuộc chiến - nếu không tính Liên Xô. Mặc dù thu được một số thành công, nhưng cuộc tấn công nước Pháp của người Đức trong tháng 6 năm 1940 đã buộc quân Đồng Minh phải rút khỏi Na Uy và chính phủ Na Uy phải sang sống lưu vong tại London. Chiến dịch kết thúc với sự chiếm đóng hoàn toàn lãnh thổ Na Uy của Đức Quốc xã.
Mục đích chính chiếm Na Uy của Đức là sự phụ thuộc của Đức Quốc xã vào nguồn quặng sắt ở Thụy Điển vận chuyển bằng đường biển qua cảng Narvik của Na Uy. Kiểm soát các cảng biển của Na Uy, Đức Quốc xã có được nguồn cung cấp quặng sắt cần thiết cho nền sản xuất trong chiến tranh cho dù đường biển bị Anh Quốc phong tỏa. Thêm vào đó, thắng lợi tại Na Uy sẽ giúp cho Đức hoặc Đồng Minh giáng một đòn mạnh vào đối thủ mà không phải sa lầy trong cuộc chiến tranh hầm hào quy mô lớn cả hai bên đều sợ như trong chiến tranh thế giới thứ nhất. Ngoài ra, Na Uy còn có giá trị chiến lược quan trọng với Đức khi trận hải chiến ở Đại Tây Dương leo thang. Các căn cứ không quân ở Na Uy, như trạm hàng không Sola tại Stavanger, giữ một tầm quan trọng đặc biệt, cho phép các máy bay trinh sát Đức có thể hoạt động tầm xa trên Bắc Đại Tây Dương, còn các căn cứ hải quân tại đây cũng tạo điều kiện cho các tàu ngầm và tàu nổi của Đức vượt qua hàng rào phong tỏa của Đồng Minh trên biển Bắc để tấn công các đội tàu hướng về đảo Anh và sau này là Liên Xô.

## Bối cảnh

### Giá trị chiến lược của Na Uy
Do đã ký với Ba Lan các hiệp ước hỗ trợ quân sự, nên ngày 3 tháng 9 năm 1939, 2 ngày sau khi Đức xâm lược Ba Lan, Anh và Pháp đã đồng loạt tuyên chiến với Đức. Tuy nhiên, không quốc gia nào triển khai mở mặt trận ở phía tây, và cũng không có trận chiến đáng kể nào diễn ra giữa 2 phe trong nhiều tháng trời, hình thành nên một cục diện mà người ta gọi là Cuộc chiến tranh kỳ quặc.
Trong thời gian này, cả hai bên đều tìm cách mở một mặt trận phụ khác. Đối với Đồng Minh, đặc biệt là Pháp, điều này bắt nguồn từ tâm lý muốn tránh phải lặp lại cuộc chiến tranh hầm hào đã từng diễn ra dọc theo biên giới Pháp-Đức như trong Chiến tranh thế giới thứ nhất. Về phía Đức, hầu hết bộ tư lệnh tối cao quân đội đều không tin tưởng rằng họ có đủ tiềm lực kinh tế-quân sự để mở một cuộc tấn công ngay lập tức vào nước Pháp. Và Na Uy là quốc gia được cả hai bên nhìn nhận như một địa điểm chủ chốt trong việc tiến hành tiến đánh lẫn nhau.
Mặc dù vẫn đang đứng trung lập, Na Uy vẫn giữ một tầm chiến lược quan trọng đối với các bên tham chiến bởi 2 lý do chính. Một là tầm quan trọng của cảng Narvik, nơi xuất cảng một số lượng rất lớn nguồn quặng sắt Thụy Điển mà Đức phụ thuộc vào; tuyến đường biển này đặc biệt cần thiết trong những tháng mùa đông, khi mà biển Baltic đóng băng. Narvik trở nên có ý nghĩa hơn đối với Anh khi mà kế hoạch chiến dịch Catherine nhằm chiếm quyền kiểm soát biển Baltic của Hải quân Hoàng gia Anh rõ ràng sẽ không được triển khai. Hai là các cảng biển của Na Uy có thể được sử dụng để tạo ra một lỗ hổng trong cuộc phong tỏa của Anh, cho phép Đức mở đường tiến ra Đại Tây Dương.
Ngoài ra, đối với Đảng Quốc xã của Adolf Hitler, Na Uy còn mang một ý nghĩa biểu tượng quan trọng đối với phong trào dân tộc Völkisch của Đức, bởi lẽ quốc gia này từ lâu vẫn được chủ nghĩa Quốc xã cho là nơi đất mẹ của cái gọi là "chủng tộc Aryan Bắc Âu".
Sau khi Chiến tranh thế giới thứ hai bùng nổ, chính phủ Na Uy đã tiến hành động viên một phần Lục quân và gần toàn bộ (chỉ chừa lại 2 chiếc) tàu chiến của Hải quân Hoàng gia Na Uy. Bộ phận Không lực Lục quân và Bộ phận Không lực Hải quân cũng được lệnh phải bảo vệ sự trung lập của đất nước trước những hành động vi phạm đến từ các thế lực đối lập khác nhau. Sự vi phạm đầu tiên diễn ra trên lãnh thổ Na Uy là việc các tàu ngầm U-boat của Đức đánh chìm nhiều tàu thuyền của Anh trên hải phận Na Uy. Trong những tháng tiếp theo, máy bay của cả hai bên đều đã xâm phạm sự trung lập của Na Uy.

#### Giá trị đối với hải quân
Việc kiểm soát Na Uy được xem là có tầm quan trọng đặc biệt đối với nước Đức trong việc sử dụng một cách hiệu quả sức mạnh hải quân của mình để chống lại quân Đồng Minh, đặc biệt là Anh Quốc. Một khi Na Uy vẫn còn đang trung lập, chưa bị bên nào dùng vũ lực chiếm đóng, thì còn chưa có mối đe dọa nào. Nhưng sự yếu kém của hệ thống phòng thủ bờ biển, cũng như sự bất lực của quân đội Na Uy trong việc chống lại một cuộc xâm lăng quyết liệt từ bên ngoài là quá rõ ràng. Trong năm 1939, Đô đốc Erich Raeder đã nhiều lần chỉ ra mối nguy hiểm tiềm tàng của việc Anh giành lấy thế chủ động và đi trước trong việc tiến hành xâm chiếm Scandinavia - một khi Hải quân Hoàng gia Anh có được những căn cứ tại Bergen, Narvik và Trondheim, thì biển Bắc hầu như đóng kín đối với Đức, và Hải quân Đức sẽ rơi vào tình trạng nguy hiểm ngay cả tại vùng Baltic.

### Chiến tranh mùa Đông
Ngày 30 tháng 11 năm 1939, Liên Xô bắt đầu tấn công Phần Lan, và quân Đồng Minh nhận thấy rằng họ cần liên kết với Na Uy và Thụy Điển để hỗ trợ Phần Lan trong cuộc chiến chống lại kẻ thù mạnh hơn mình gấp bội. Trên thực tế, Đồng Minh chỉ có thể viện trợ cho Phần Lan qua lối cảng Narvik của Na Uy, vì biển Baltic đang bị Đức phong tỏa. Do đó, Narvik trở thành một mục tiêu hậu cần quan trọng đối với Anh-Pháp.
Điều này đã đem lại cho Đồng Minh một cơ hội để trong khi đang tích cực tiến hành giúp đỡ Phần Lan, thì có thể nhân đó lấy cớ gửi quân hỗ trợ sang Bắc Âu và chiếm cứ luôn các mỏ quặng tại Thụy Điển và cảng biển của Na Uy. Theo kế hoạch ban đầu sẽ có 2 sư đoàn, nhưng sau đó có khả năng phát triển lên thành đội quân khoảng 150.000 người để mở một chiến dịch tấn công quy mô lớn tại miền trung Thụy Điển.
Động thái này gây ra một mối quan tâm lớn tại Đức. Hiệp ước Molotov-Ribbentrop trước đó đã đặt Phần Lan vào trong phạm vi ảnh hưởng của Liên Xô, và do vậy Đức phải tuyên bố trung lập đối với cuộc xung đột này. Chính sách đó làm nảy sinh tâm lý chống Đức tại Scandinavia, khi mà họ đều tin rằng Đức cũng cùng hội cùng thuyền với nhà nước Xô viết. Bộ tư lệnh tối cao Đức lo ngại rằng Na Uy và Thụy Điển rồi sẽ cho phép quân Đồng Minh mượn đường để viện trợ cho Phần Lan.
Việc triển khai quân sự này đã không bao giờ diễn ra, vì cả Na Uy và Thụy Điển, sau khi chứng kiến "sự phản bội của phương Tây" đối với Ba Lan trong cuộc xâm lược tháng 9 năm 1939, đều cảnh giác không muốn đánh liều sự trung lập của họ một khi bị coi như đã tham gia chiến tranh nếu để cho Đồng Minh hành quân qua lãnh thổ của mình. Với hiệp định hòa bình Moskva được ký kết ngày 12 tháng 3 năm 1940, mọi kế hoạch tương tự của Đồng Minh đều bị chấm dứt.
Trong lúc ấy, tại Na Uy, sau khi chiến tranh giữa Liên Xô và Phần Lan bùng nổ, người Na Uy đã bắt đầu động viên thêm nhiều lực lượng trên bộ, nhiều hơn số lượng được cho là cần thiết lúc đầu. Đến đầu năm 1940, Sư đoàn Na Uy số 6 tại Finnmark và Troms đã huy động 9.500 quân phòng thủ vùng biên giới với Liên Xô, chủ yếu đóng tại phần phía đông của hạt Finnmark. Các bộ phận của Sư đoàn số 6 vẫn ở lại Finnmark ngay cả khi cuộc xâm lăng của Đức đã diễn ra, để đề phòng khả năng bị quân Liên Xô tấn công. Trong Chiến tranh Mùa đông, những nhà lãnh đạo Na Uy đã bí mật phá vỡ thế trung lập của nước mình khi gửi cho Phần Lan số hàng hóa gồm 12 khẩu pháo Ehrhardt 7.5 cm Model 1901 và 12.000 viên đạn pháo, cũng như cho phép Anh sử dụng lãnh thổ Na Uy để vận chuyển máy bay cùng nhiều vũ khí khác đến Phần Lan.

### Vidkun Quisling và sự tìm hiểu ban đầu của Đức
Ban đầu, Bộ tư lệnh tối cao Đức cho rằng không cần chiếm đóng Na Uy nếu quốc gia này vẫn còn đứng trung lập. Chừng nào mà Đồng Minh còn chưa thâm nhập vào vùng hải phận Na Uy, đó vẫn còn là lối đi an toàn cho các tàu buôn vận chuyển nguồn quặng nhập khẩu quan trọng về Đức.
Thế nhưng, Đại đô đốc Erich Raeder lại ra sức lập luận cho một cuộc xâm lăng. Ông ta tin rằng các cảng biển của Na Uy sẽ đem lại những điều kiện hoạt động thuận lợi nhất cho lực lượng tàu ngầm U-boat trong việc bao vây Anh Quốc, và hiện tại lại đang rất có khả năng quân Đồng Minh sẽ đổ bộ lên bán đảo Scandinavia.

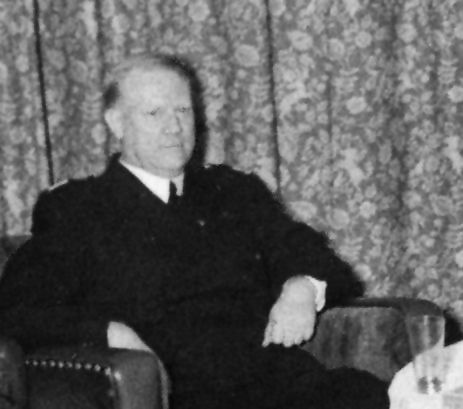
Vidkun Quisling năm 1942. Tên của ông ta đã trở thành từ chỉ những kẻ phản bội.

Ngày 14 tháng 12 năm 1939, Raeder đã giới thiệu cho Hitler gặp mặt Vidkun Quisling, một phần tử thân Quốc xã, cựu bộ trưởng quốc phòng Na Uy. Cuộc gặp với Quisling đóng vai trò trung tâm trong việc kích thích sự quan tâm của Hitler đối với cuộc chinh phục Na Uy. Trong lần đó, Quisling đã đề xuất về một sự hợp tác giữa Đức Quốc xã và Na Uy, và sau cuộc gặp, Hitler đã ra lệnh cho OKW (Bộ tư lệnh Tối cao các Lực lượng Vũ trang Đức) bắt đầu nghiên cứu một kế hoạch hợp lý để xâm lược Na Uy.
Trong cuộc họp thứ hai 4 ngày sau đó, 18 tháng 12, Quisling và Hitler đã cùng thảo luận về nguy cơ quân Đồng Minh xâm lăng Na Uy. Quisling xác nhận rằng mối đe doạ từ nước Anh đối với Na Uy là rất nghiêm trọng, và rằng chính phủ Na Uy sẽ bí mật hỗ trợ cho cuộc chiếm đóng của Đức (điều này về sau là không đúng). Ông ta còn khẳng định rằng mình có một vị thế có thể bảo đảm hỗ trợ tối đa cho lực lượng của Đức, bao gồm cả việc giảm nhẹ gánh nặng của Đức trong công tác tuần tra phòng thủ bờ biển và cung cấp các căn cứ quân sự một cách hiệu quả. Trong khi đó, Hitler lại khẳng định muốn để Na Uy tiếp tục trung lập, song ngụ ý rằng nếu quân Đồng Minh mở rộng chiến tranh đến Scandinavia, ông ta sẽ đáp lại một cách thích đáng. Lúc này, Hitler đã bắt đầu nghi ngờ rằng Quisling đã cường điệu hóa sức mạnh của mình vì quyền lợi, và các kế hoạch xa hơn trong việc hợp tác với ông ta đã bị từ bỏ.

### Sự kiện Altmark
Ngày 10 tháng 1 năm 1940, chiếc tàu chở dầu Altmark của Đức đã tiến vào hải phận Na Uy gần vịnh Trondheims, có treo quốc kỳ Đức. Mấy tháng trước đó, Altmark hoạt động với vai trò tàu chở dầu đi kèm của tuần dương hạm Admiral Graf Spee, vốn có nhiệm vụ đánh phá tuyến đường thương mại trên biển ở Nam Đại Tây Dương. Khi Altmark trở lại Đức, tàu có chở theo 299 tù binh từ các tàu thuyền Đồng Minh bị chiếc Admiral Graf Spee đánh chìm. Theo công ước quốc tế, bất kỳ tàu thuyền phi quân sự nào của một quốc gia đang tham chiến cũng có thể tìm nơi trú ẩn một thời gian tại các hải phận trung lập nếu được cho phép. Phía Na Uy đã cung cấp một tàu hộ tống cho tàu Altmark đi tiếp xuống phía nam, dọc theo sát bờ biển Na Uy. Khi Altmark đang ở gần cảng quân sự Bergen vào ngày 14 tháng 1, các viên chức hải quân Na Uy đã yêu cầu lục soát tàu Đức. Dù luật pháp quốc tế không ngăn cấm việc vận chuyển tù binh qua các lãnh hải trung lập, nhưng viên thuyền trưởng Đức vẫn từ chối cho khám xét. Thế là viên tư lệnh hải quân tại Bergen, Đô đốc Carsten Tank-Nielsen, đã ngăn không cho tàu Altmark cập cảng. Tuy nhiên lệnh của Tank-Nielsen sau đó đã bị cấp trên là Henry Diesen bác bỏ, và tàu Altmark vẫn được hộ tống qua cảng. Theo quy định trung lập thì tàu chiến của các bên lâm chiến không được phép vào một số cảng chiến lược quan trọng của Na Uy, nhưng hành động vi phạm rõ ràng này đã được cho phép vì đô đốc Diesen lo sợ người Anh sẽ chặn đánh tàu Altmark nếu nó bị buộc phải đi gần sát ranh giới hải phận Na Uy.
Ngày hôm sau, 15 tháng 2, tàu Altmark đã bị 3 máy bay Anh phát hiện. Việc khám phá ra vị trí của con tàu đã khiến Hải quân Hoàng gia Anh quyết định phái 6 khu trục hạm đến khu vực này. Để chạy trốn các tàu chiến địch đang tới, chiếc Altmark đã tiến sâu vào trong vịnh Jøssing. Lúc này Altmark đang được hộ tống bởi 3 tàu chiến Na Uy, gồm 2 tàu phóng thủy lôi Kjell, Skarv và tàu tuần tra Firern.
Khi một đội tàu khu trục Anh xuất hiện lúc 22h20 giờ địa phương ngày 16 tháng 2, tàu Altmark đang trú trong vịnh Jøssing của Na Uy. Bất chấp công ước quốc tế và sự trung lập của Na Uy, khu trục hạm HMS Cossack đã tiến vào trong vịnh và tấn công tàu Altmark, binh lính Anh tràn sang giết chết 7 lính Đức và giải thoát tất cả tù binh trong khi các tàu Na Uy đã không can thiệp.
Sau sự kiện này, Đức đã phản đối mạnh mẽ chính phủ Na Uy. Phía Na Uy cũng gửi kháng nghị đến chính phủ Anh. Trong khi các chuyên gia về luật pháp quốc tế của Na Uy, Thụy Điển và Hoa Kỳ mô tả hành động của Anh như một sự vi phạm tính trung lập của Na Uy, thì Anh tuyên bố rằng sự kiện đó chỉ vi phạm về mặt kỹ thuật, còn về mặt đạo đức thì hợp lý.
Hành động vi phạm này không chỉ khiến Na Uy tức giận, mà còn làm nổ ra tranh cãi trong nội bộ hai bên tham chiến.

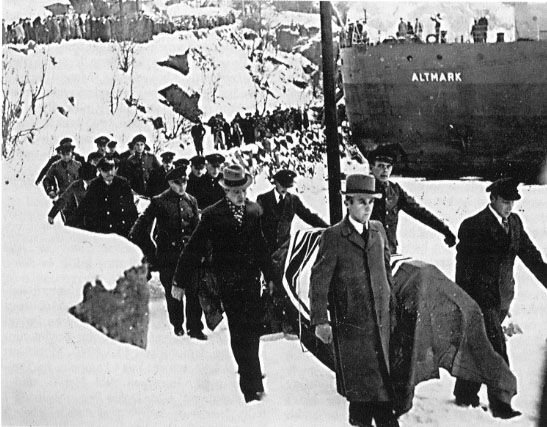
Xác chết lính Đức trên tàu Almart được đưa lên bờ

Phe Đồng Minh thấy đây là một dấu hiệu cho sự bất lực của Na Uy trong việc bảo vệ sự trung lập của mình. Họ suýt nữa đã cho thực hiện một kế hoạch được đề xuất một thời gian ngắn sau thất bại của Ba Lan của Bộ trưởng hải quân Winston Churchill, đó là cho rải mìn tại khu vực này. Kế hoạch cuối cùng đã bị trì hoãn với hy vọng về khả năng Na Uy vẫn còn có thể đồng ý cho phép quân Đồng Minh hành quân qua lãnh thổ để viện trợ cho Phần Lan.
Đối với Đức, sự kiện Altmark cho thấy Na Uy không có khả năng duy trì tính trung lập của mình và rằng nước Anh không có ý định tôn trọng sự trung lập của Na Uy. Hitler ra lệnh tăng tốc xây dựng kế hoạch xâm lăng để đảm bảo chống lại kế hoạch hiện tại của Churchill nhằm đẩy Na Uy vào vòng chiến và cướp lấy quyền kiểm soát bến cảng quan trọng Narvik. Đến ngày 21 tháng 2, tướng Nikolaus von Falkenhorst được giao nhiệm vụ lên kế hoạch tấn công và làm tư lệnh các lực lượng trên bộ, và Hitler chính thức phê chuẩn cho cuộc tấn công chiếm đóng Đan Mạch và Na Uy ngày 1 tháng 3. Cùng ngày hôm ấy một chỉ thị đặc biệt được công bố, trong đó nêu rõ:
| “ | Tình hình phát triển tại Scandinavia đòi hỏi phải chuẩn bị một phần lực lượng vũ trang để đánh chiếm Đan Mạch và Na Uy. Điều này sẽ ngăn chặn người Anh củng cố vị thế tại Scandinavia và biển Baltic, đảm bảo các cơ sở quặng sắt của chúng ta tại Thụy Điển và mở rộng các căn cứ cho lực lượng hải quân và không quân trong cuộc chiến chống lại nước Anh. | ” |
| — | |   |

## Những kế hoạch ban đầu

### Kế hoạch của Đồng Minh
Thất bại của kế hoạch đổ bộ tại Na Uy đã làm sụp đổ chính phủ Pháp của thủ tướng Édouard Daladier. Cùng với việc kết thúc cuộc Chiến tranh mùa đông, phe Đồng Minh nhận định rõ ràng rằng việc chiếm cứ Na Uy hay Thụy Điển bây giờ là lợi bất cập hại, và có thể đẩy các quốc gia trung lập này liên minh với Đức. Tuy nhiên, Thủ tướng mới của Pháp, Paul Reynaud, có một lập trường tích cực hơn người tiền nhiệm của mình và muốn tiến hành một số hành động cụ thể trong việc đối đầu với Đức. Churchill thì ra sức vận động cho việc tấn công chiếm đóng Na Uy, vì ông ta muốn các cuộc giao tranh nằm cách xa Anh và Pháp để tránh sự tàn phá trong lãnh thổ Đồng Minh đã từng diễn ra trong lần thế chiến trước đây. Ông ta thấy rằng con đường tiến vào Đức là từ hướng bắc.
Ngày 28 tháng 3 năm 1940, tại số 10 phố Downing đã diễn ra cuộc họp của Hội đồng Tối cao liên quân Đồng Minh, tại đó họ quyết định gửi một công hàm có tính đe dọa cho Thụy Điển và Na Uy vào ngày 2 tháng 4.
Kế hoạch rải mìn hải quân của Churchill, chiến dịch Wilfred, cuối cùng đã được thông qua. Kế hoạch này nhằm mục đích buộc các tàu vận tải Đức không còn nơi trú ẩn phải đi vào hải phận quốc tế, tại đó Hải quân Hoàng gia Anh có thể chặn đánh và tiêu diệt chúng. Đi cùng với nó là kế hoạch R 4, mà theo đó, một khi mà gần như chắc chắn Đức sẽ phản ứng đối phó lại với chiến dịch Wilfred, thì Đồng Minh sẽ nhân cơ hội này tiến hành chiếm đóng Trondheim và Bergen, rồi phá hủy trạm hàng không có tầm quan trọng chiến lược Sola gần Stavanger.
Phe Đồng Minh không nhất trí với việc cho triển khai thêm chiến dịch Royal Marine cho rải mìn ở cả sông Rhine. Trong khi Anh tán thành hoạt động này, thì Pháp lại phản đối, do họ cũng phải phụ thuộc nhiều vào con sông này và lo sợ Đức sẽ tiến hành trả đũa lại trên đất Pháp. Vì sự trì hoãn này, chiến dịch Wilfred, ban đầu dự kiến bắt đầu vào ngày 5 tháng 4, đã bị dời sang ngày 8 tháng 4 khi mà người Anh đồng ý cho thực hiện các hoạt động tại Na Uy độc lập riêng biệt với vùng lục địa.

### Kế hoạch của Đức
Bản kế hoạch toàn diện đầu tiên mang tên Studie Nord được hoàn thiện vào ngày 10 tháng 1 năm 1940. Ngày 27 tháng 1, Hitler lại ra lệnh phát triển một kế hoạch mới mang tên Weserübung (mật danh đặt theo tên của con sông Weser, với từ Übung có nghĩa là "bài diễn tập" trong tiếng Đức). Công việc xây dựng Weserübung bắt đầu ngày 5 tháng 2 năm 1940.
Sau một thời gian dài không được coi trọng, chiến dịch Weserübung đã bắt đầu có một ý nghĩa rất cấp bách kể từ sau sự kiện Altmark. Mục tiêu chính của cuộc xâm lược là nắm lấy các cảng biển và mỏ quặng, trong đó Narvik là ưu tiên số một, và thiết lập quyền kiểm soát vững chắc tại quốc gia này nhằm ngăn cản họ hợp tác với Đồng Minh. Nó được cho là một sự bảo vệ bằng vũ trang đối với sự trung lập của Na Uy.
Một trong những vấn đề gây nhiều tranh cãi trong nội bộ những người lên kế hoạch ở Đức là việc cần thiết phải chiếm đóng Đan Mạch như một phần của kế hoạch chung. Đan Mạch được cho là giữ một tầm quan trọng rất lớn vì có vị trí địa lý rất thuận tiện cho việc kiểm soát quy mô lớn vùng trời và biển trong khu vực. Một số vẫn muốn đơn giản là tạo áp lực ngoại giao bắt Đan Mạch phải quy phục, như vậy sẽ an toàn hơn việc sử dụng vũ lực.
Một lý do khác dẫn đến việc phải chỉnh sửa thêm cho kế hoạch là Kế hoạch Vàng, cuộc tấn công dự kiến vào miền bắc Pháp và Vùng Đất Thấp, sẽ đòi hỏi cần đến rất nhiều lực lượng của Đức. Do phải điều động ở mức độ sư đoàn, chiến dịch Weserübung không thể tiến hành cùng lúc với kế hoạch này, và vì màn đêm, vỏ bọc che chở quan trọng cho cuộc hành quân của lực lượng hải quân, đang ngày càng rút ngắn đi khi mùa xuân đến, nên càng phải tiến hành kế hoạch sớm hơn. Cuối cùng, vào ngày 2 tháng 4, đã có quyết định chọn ngày 9 tháng 4 là ngày bắt đầu cuộc xâm lăng (mang mật danh Wesertag - ngày Weser), và thời điểm 4h15 (giờ Na Uy) sẽ là giờ đổ bộ (mật danh Weserzeit - giờ Weser).
Tại Na Uy, kế hoạch đòi hỏi phải chiếm được 6 mục tiêu chính bằng đòn tấn công đổ bộ: Oslo, Kristiansand, Egersund, Bergen, Trondheim và Narvik. Ngoài ra, lực lượng lính dù hỗ trợ (Fallschirmjäger) sẽ chiếm các vị trí trọng yếu khác như các sân bay tại Fornebu ở vùng ngoại ô Oslo và Sola bên ngoài Stavanger. Kế hoạch được bố trí nhằm nhanh chóng áp đảo quân phòng thủ Na Uy và chiếm đóng các khu vực quan trọng này trước khi bất kỳ một hình thức kháng chiến có tổ chức nào có thể phát triển. Bố trí quân đội Đức gồm có:
- Nhóm 1: 10 khu trục hạm chở theo 2.000 quân sơn chiến Gebirgsjäger tới Narvik[22]
- Nhóm 2: tuần dương hạm hạng nặng Admiral Hipper và 4 khu trục hạm đến Trondheim
- Nhóm 3: các tuần dương hạm hạng nhẹ Köln và Königsberg, cùng nhiều tàu hộ tống nhỏ đến Bergen
- Nhóm 4: tuần dương hạm hạng nhẹ Karlsruhe và nhiều tàu hộ tống nhỏ đến Kristiansand
- Nhóm 5: các tuần dương hạm hạng nặng Blücher và Lützow, tuần dương hạm hạng nhẹ Emden cùng nhiều tàu hộ tống nhỏ đến Oslo
- Nhóm 6: 4 tàu quét mìn tới Egersund

Thêm vào đó, các thiết giáp hạm Scharnhorst và Gneisenau sẽ hộ tống nhóm 1 và nhóm 2 khi chúng còn cùng di chuyển với nhau, và còn nhiều đội hình tàu chở dầu mang đến thêm quân, nhiên liệu và trang thiết bị quân sự.
Đối với Đan Mạch, 2 lữ đoàn cơ giới được huy động để chiếm các cây cầu và bắt giữ quân đội đối phương; không quân Đức (Luftwaffe) sẽ chiếm Copenhagen; và lính dù sẽ được điều đi chiếm các sân bay ở phía bắc. Dù có khá nhiều nhóm quân được bố trí cho cuộc xâm lược này, nhưng không nhóm nào trong số đó có trang bị tàu lớn.
Đức hy vọng rằng có thể tránh được xung đột vũ trang với dân cư bản địa ở cả hai quốc gia này, và quân Đức được chỉ thị là chỉ nổ súng trong trường hợp bị tấn công trước. Chính phủ Đức đã tuyên bố trong tương lai họ sẽ không vi phạm sự toàn vẹn lãnh thổ của Na Uy (và cả Đan Mạch), đổi lại họ mong đợi người Na Uy sẽ không tiến hành kháng cự một cách ngu ngốc, vì như vậy sẽ chỉ dẫn đến đổ máu vô ích.

## Cuộc xâm lăng của Đức

### Cuộc hành quân

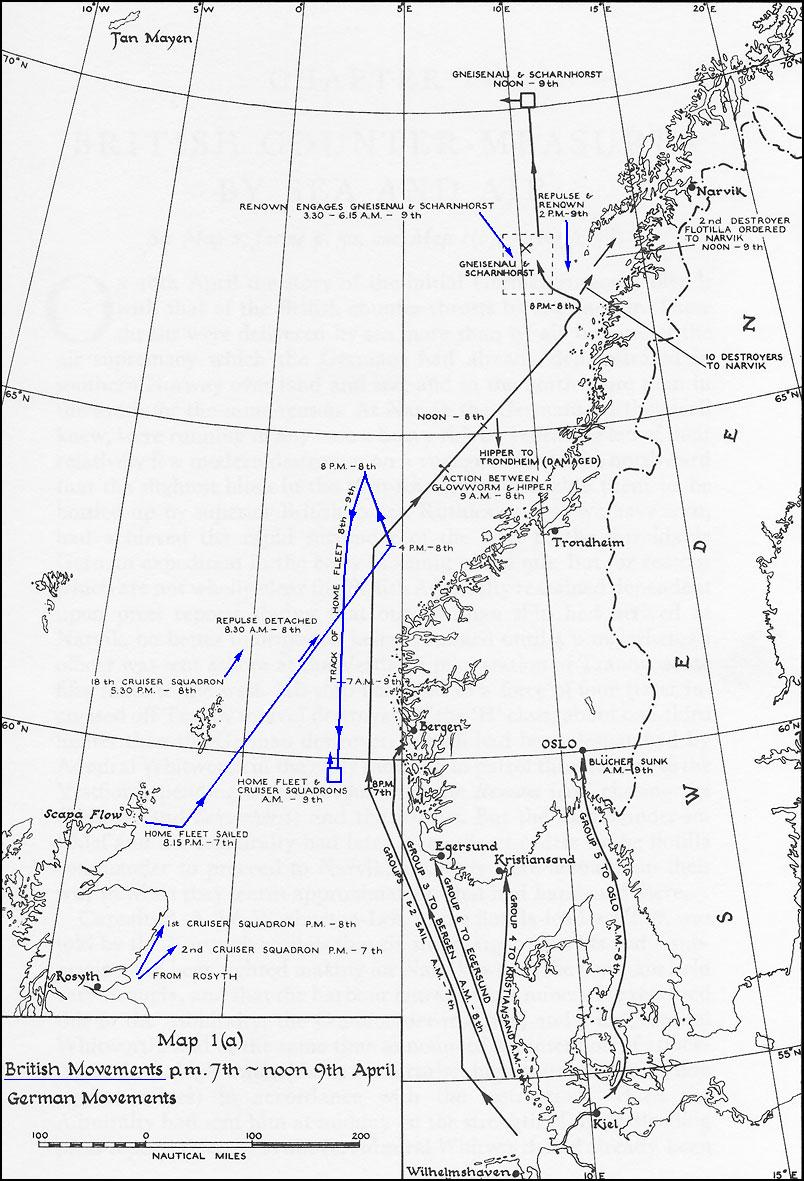
Hạm đội hải quân 2 bên di chuyển trong các ngày 7–9 tháng 4

Cuộc xâm lược của Đức mở màn ngày 3 tháng 4 năm 1940, khi các tàu tiếp tế tiên phong bắt đầu rời bến cảng đi trước hạm đội chủ lực, bí mật lên đường đến Stavanger, Trondheim và Narvik. Phe Đồng minh cho thực hiện kế hoạch của mình vào ngày hôm sau, với 16 tàu ngầm được lệnh tiến về Skagerrak và Kattegat như một hành động bảo vệ và lời cảnh cáo đầu tiên đối với phản ứng có thể có của Đức trước chiến dịch Wilfred sẽ được tiến hành vào ngày hôm sau nữa khi tàu HMS Renown của Đô đốc William Whitworth rời hải phận Scapa Flow đến vịnh Vest cùng với 12 khu trục hạm hộ tống.
Ngày 7 tháng 4, thời tiết địa phương bắt đầu chuyển biến xấu, cả khu vực bị bao phủ bởi một màn sương mù dày đặc và biển động khiến cho việc di chuyển gặp khó khăn. Đội tàu Renown gặp phải bão tuyết lớn, và tàu HMS Glowworm, một trong những tàu khu trục hộ tống, đã phải rời khỏi đội hình để đi tìm kiếm một người bị rơi khỏi tàu. Thế nhưng, thời tiết này lại có lợi cho Đức, giúp che chở cho quân đội của họ, và sáng sớm ngày hôm đó, Nhóm 1 và Nhóm 2, 2 đội tàu có tuyến đường hành quân xa nhất, đã bắt đầu khởi hành. Khoảng 3 giờ sáng ngày 7 tháng 4, các tàu quân sự Đức có chở theo các đơn vị quân đội, đã tập kết tại Bắc Na Uy, rồi tiến về phía bắc: lực lượng này bao gồm các chiến hạm Gneisenau (kỳ hạm của Phó Đô đốc Günther Lütjens) và Scharnhorst, tàu tuần dương hạng nặng Admiral Hipper cùng 14 khu trục hạm.
Mặc dù thời tiết làm công tác trinh sát gặp khó khăn, 2 đội tàu của Đức vẫn bị lực lượng tuần tra của Hải quân Hoàng gia Anh phát hiện tại địa điểm cách Naze (điểm cực nam của Na Uy) 170 km về phía nam vào lúc hơn 8h00 sáng, nhưng họ lại báo cáo về là đối phương có 1 tuần dương hạm và 6 khu trục hạm. Một đội máy bay ném bom được cử đi tấn công các tàu Đức sau đó đã tìm thấy họ ở cách vị trí đó 125 km về phía bắc. Cuộc tấn công không gây được thiệt hại cho Đức, nhưng người Anh đã đánh giá chính xác hơn về lực lượng của Đức gồm 1 tuần dương hạm thiết giáp (lúc này Hải quân hoàng gia Anh phân các tàu chiến thuộc lớp thiết giáp hạm Scharnhorst vào loại tàu chiến tuần dương), 2 tuần dương hạm và 10 khu trục hạm. Do sự đòi hỏi tuân thủ nghiêm ngặt chế độ im lặng vô tuyến điện, các máy bay ném bom đã không thể báo cáo lại nhận định này cho đến 17h30 hôm đó.
Dựa vào những thông tin có được về sự di chuyển của quân đội Đức, Bộ Hải quân Anh đi đến nhận định rằng Đức đang cố gắng phá vỡ cuộc phong tỏa của Đồng minh và sử dụng hạm đội của mình để đánh phá tuyến đường thương mại ở Đại Tây Dương. Đô đốc Charles Forbes, tổng tư lệnh Hạm đội Nhà Anh Quốc được thông báo lại như vậy và vào lúc 20h15 đã khởi hành tiến vào biển Bắc đi chặn đánh quân Đức, và một hạm đội khác tiến về vùng biển nằm giữa quần đảo Shetland và Iceland. Đêm hôm ấy, hạm đội Đức bị gặp bão, nó gây ra một số hư hại cho các tàu và cản trở nghiêm trọng việc di chuyển.
Do cả hai bên đều không ý thức được về quy mô thực tế của tình hình, họ đều tiếp tục hành động như kế hoạch ban đầu. Tàu Renown đã đến vịnh Vest khuya hôm đó và đóng lại ở vị trí gần lối ra vào vịnh trong khi các tàu khu trục thực hiện nhiệm vụ rải mìn của mình. Cùng lúc ấy, người Đức cũng cho triển khai nốt các lực lượng viễn chinh còn lại. Cuộc đối đầu trực tiếp đầu tiên đã diễn ra vào sáng hôm sau và nằm ngoài dự định của cả hai bên.
Tàu Glowworm , trên đường quay về hội quân với tàu Renown, đã vô tình tiến đến phía sau tàu Z 11 Bernd von Arnim và sau đó là tàu Z 18 Hans Lüdemann của Đức trong màn sương mù dày đặc vào khoảng 8h00 ngày 8 tháng 4. Ngay lập tức một cuộc đọ súng nổ ra và các khu trục hạm Đức đã phải bỏ chạy và phát tín hiệu cầu cứu. Tàu Admiral Hipper đã đáp trả và nhanh chóng tấn công phá hỏng tàu Glowworm. Do bị thương quá nặng không thể chạy thoát khỏi chiếc tàu Đức to lớn hơn, tàu Glowworm đã lao thẳng vào đối phương, gây thương tích đáng kể bên mạn phải của tàu Admiral Hipper, rồi bị tiêu diệt bởi một loạt đạn trong cự li gần ngay sau đó. Tàu Admiral Hipper sau đó đã cùng 4 tàu khu trục khác tới vịnh Trondheim. Trong quá trình chiến đấu, tàu Glowworm đã phá vỡ chế độ im lặng vô tuyến điện và thông báo cho Bộ Hải quân về tình hình của mình. Nhưng nó đã không thể hoàn thành thông điệp, nên Bộ Hải quân chỉ biết rằng Glowworm đã chạm trán với một tàu lớn của Đức, đã nổ súng, và không thể tái lập liên lạc với tàu khu trục này. Đáp lại, Bộ Hải quân ra lệnh cho tàu Renown và chiếc tàu khu trục hộ tống duy nhất còn lại (2 chiếc khác đã tới những bến cảng hữu nghị để tiếp nhiên liệu) rời vịnh Vest và tiến đến vị trí cuối cùng được biết đến của tàu Glowworm. Lúc 10h45, 8 tàu khu trục còn lại trong lực lượng rải mìn được lệnh cùng tham gia nhiệm vụ này.
Đến trưa, tàu ngầm Ba Lan Orzeł đã gặp và đánh chìm tàu chở quân bí mật Rio de Janeiro của Đức ở ngoài khơi cảng Lillesand phía nam Na Uy.. Trong các mảnh vỡ của tàu, người ta phát hiện đồng phục lính Đức cùng nhiều vật dụng quân nhu. Nhưng khi tàu Orzel báo cáo lại sự việc với Bộ Hải quân, thì họ do quá chú tâm vào số phận của tàu Glowworm và cuộc đột phá được phỏng đoán của Đức nên không mấy để tâm và không coi trọng thông tin này. Nhiều lính Đức trong đống xác tàu được các tàu đánh cá Na Uy và khu trục hạm Odin giải cứu và trong quá trình thẩm vấn đã khai rằng họ được chỉ định đi bảo vệ Bergen khỏi mối đe dọa từ quân Đồng minh. Thông tin này đã được báo về Oslo nhưng bị Quốc hội Na Uy (Stortinget) bỏ qua do lúc này ho đang bị phân tâm bởi các hoạt động rải mìn của Anh ngoài khơi bờ biển Na Uy, và đã không tiến hành một công tác phòng ngự nào hơn ngoài việc cảnh báo cho đội phòng thủ bờ biển.
Lúc 14h00, Bộ Hải quân nhận được báo cáo rằng máy bay trinh sát đã xác định được vị trí một đội tàu Đức ở cách Trondheim khá xa về phía tây-tây bắc. Điều này củng cố quan điểm cho rằng Đức thực sự có ý định tiến hành đột phá vòng phong tỏa, và Hạm đội Nhà lại chuyển hướng từ đông bắc quay về phía tây bắc để tiến hành chặn đánh. Thêm vào đó, Churchill đã hủy bỏ kế hoạch R 4 và ra lệnh cho 4 tàu tuần dương đang làm nhiệm vụ chở quân và đồ tiếp tế phải để tất cả lên bờ để đi phối hợp với Hạm đội Nhà. Trên thực tế, các tàu này của Đức, vốn thuộc Nhóm 2, chỉ tiến hành hoạt động trì hoãn quanh co nhằm đến được Trondheim vào đúng thời điểm đã định trước.
Đêm hôm ấy, sau khi nghe tin về số lượng lớn tàu Đức được phát hiện ở phía nam Na Uy, Charles Forbes bắt đầu nghi ngờ tính đúng đắn của nhận định về cuộc đột phá, và ra lệnh cho Hạm đội Nhà tiến về phía nam đến Skagerrak. Ngoài ra ông còn sai tàu HMS Repulse, cùng với một tuần dương hạm khác và vài khu trục hạm lên phía bắc hội quân với đội tàu Renown.
Lúc 23h00, khi Forbes vừa kịp biết về sự kiện của tàu ngầm Orzeł, Nhóm 5 đã đụng đầu tàu tuần tra Na Uy Pol III tại cửa ngõ vịnh Oslo. Tàu Pol III nhanh chóng báo động cho các đội biên phòng bờ biển trên đảo Rauøy và nổ súng vào tàu ngư lôi Albatros bằng khẩu pháo độc nhất của mình, trước khi đâm thẳng vào nó. Tàu Albatros cùng với hai tàu bạn đã đáp trả bằng hỏa lực phòng không, giết chết viên thuyền trưởng và đốt cháy chiếc tàu. Nhóm 5 tiếp tục tiến vào vịnh Oslo xóa sổ các khẩu đội vòng ngoài mà không gặp sự cố nào. Sau khi vượt qua các hệ thống đèn pha rọi nằm giữa Bolaerne và Rauey, nhóm liền tấn công nhằm chiếm các công sự và cảng quân sự chính của Na Uy, cảng Horten. Hành động này đã không bị người Na Uy bỏ qua, và đã nhanh chóng được báo cáo về Oslo, dẫn đến một cuộc họp khẩn lúc nửa đêm của nội các Nygaardsvold. Trong cuộc họp, hội đồng đã ban bố mệnh lệnh động viên 4 trong số 6 lữ đoàn Lục quân Na Uy (gửi qua đường bưu điện). Các thành viên nội các đã không hiểu được rằng mệnh lệnh động viên hạn chế họ ban ra, theo quy định, sẽ được tiến hành bí mật và không thông báo trước công chúng. Thay vào đó, binh lính sẽ được nhận lệnh động viên qua thư. Người duy nhất trong số họ hiểu biết sâu sắc về hệ thống động viên là bộ trưởng quốc phòng Birger Ljungberg đã không giải thích những quy trình thủ tục đó cho các đồng nghiệp. Sau này ông ta đã bị chỉ trích gay gắt bởi thiếu sót này, nó khiến cho cuộc động viên của Na Uy bị trì hoãn một cách không cần thiết. Trước cuộc họp nội các, Ljungberg đã bác bỏ nhiều lần yêu cầu đề nghị nội các ban hành lệnh phải tổng động viên ngay lập tức của Rasmus Hatledal, người đứng đầu Bộ tham mưu Na Uy trong các ngày 5, 6 và 8 tháng 4. Vấn đề này cũng đã được đem ra thảo luận trong đêm 8 tháng 4, sau khi Đại tướng Tư lệnh Kristian Laake cũng lên tiếng kêu gọi động viên. Vào lúc đó cuộc động viên bị giới hạn với 2 tiểu đoàn chiến đấu tại Østfold, và không được tiến hành với quy mô lớn hơn. Khi đề nghị của Laake cuối cùng cũng được chấp nhận vào khoảng 3h30 đến 4h00 ngày 9 tháng 4, Laake đã giả định giống như bộ trưởng quốc phòng Ljungberg rằng nội các đã biết là họ đang ban hành một lệnh động viên một phần trong bí mật. Mối liên lạc yếu kém giữa các bộ phận quân nhân và dân sự Na Uy đã gây thêm nhiều lầm lẫn khác trong những ngày đầu của cuộc xâm lăng.. Trong cuộc họp, hội đồng cũng đã ra tuyên bố rằng các tàu của Anh và Pháp sẽ không bị tấn công trước.
Cùng lúc ấy, ở xa hơn về phía bắc, tàu Renown đã quay đầu trở lại vịnh Vest sau khi tới được vị trí cuối cùng được xác định tàu Glowworm mà không tìm thấy nó. Biển động đã khiến Whitworth cho tàu đi quá lên phía bắc và tách rời khỏi 2 khu trục hạm hộ tống vào thời điểm chạm trán với tàu Scharnhorst và Gneisenau. Tàu Renown giao chiến với 2 thiết giáp hạm này và sau một trận đánh nhỏ Gneisenau bị hỏng hệ thống điều khiển hoả lực, phải cùng tàu Scharnhorst chạy về phía bắc. Renown cố gắng đuổi theo, nhưng đến 4h00 thì bị mất dấu vì thời tiết xấu.

### Giờ Weser

#### Đánh chiếm Đan Mạch

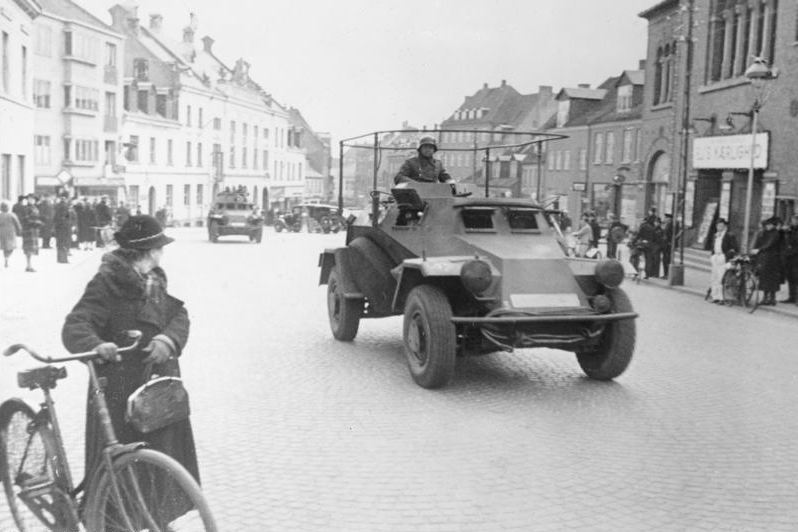
Xe thiết giáp Đức tại Jutland.

Kế hoạch tấn công và chiếm đóng Na Uy của Đức phụ thuộc nhiều vào lực lượng không quân. Để đảm bảo nắm chắc được eo biển Skagerrak nằm giữa Na Uy và Đan Mạch, thì phải chiếm đóng các căn cứ không quân tại Đan Mạch. Thống trị eo biển này sẽ giúp Đức ngăn cản Hải quân Hoàng gia Anh quấy phá con đường tiếp tế chủ yếu cho cuộc xâm lăng. Trên phương diện đó thì việc chiếm đóng Đan Mạch cũng như sân bay Aalborg ở phía bắc được xem là tối cần thiết.
Quân đội Đức Quốc xã vượt biên giới Đan Mạch vào khoảng 4h15 ngày 9 tháng 4. Phối hợp với cuộc tấn công trên bộ, các toán quân Đức đã đổ bộ lên cảng Langelinie tại thủ đô Copenhagen của Đan Mạch, và bắt đầu đánh chiếm thành phố. Lính dù Đức đã chiếm sân bay Aalborg. Cùng thời gian ấy, đại sứ Đức gứi tối hậu thư cho Quốc vương Christian X. Các bản báo cáo về kế hoạch của Đức vốn đã được trình lên chính phủ Đan Mạch vài ngày trước đó nhưng bị bỏ qua. Quân đội Đan Mạch nhỏ yếu, thiếu sự chuẩn bị và trang bị lỗi thời nhưng vẩn kháng cự tại nhiều nơi ở trong nước; nhất là Đội cận vệ Hoàng gia đóng tại lâu đài Amalienborg ở Copenhagen, và các lực lượng tại ngoại ô Haderslev ở Nam Jutland. Đến 6h00, Lực lượng không quân Hoàng gia Đan Mạch đã bị xoá sổ và hơn 30 máy bay ném bom Đức đe doạ sẽ ném bom xuống Copenhagen. Quốc vương Christian X, hội ý với Thủ tướng Thorvald Stauning, Bộ trưởng ngoại giao Peter Munch và tư lệnh của quân đội và lực lượng hải quân, đã quyết định đầu hàng vì tin rằng nếu tiếp tục kháng cự sẽ chỉ dẫn đến tổn hao vô ích sinh mạng người Đan Mạch. Công chúng Đan Mạch đã hoàn toàn bị bất ngờ trước cuộc xâm chiếm, và được chính phủ kêu gọi hợp tác với nhà cầm quyền Đức. Cuộc chiếm đóng Đan Mạch của Đức hoàn tất vào ngày 10 tháng 4 và kéo dài dài cho đến tháng 5 năm 1945.
Một phần quan trọng của đội tàu buôn Đan Mạch đã trốn thoát không bị chiếm giữ, khi mà Arnold Peter Møller, giám đốc công ty tàu biển Mærsk, ngày 8 tháng 4 đã ra lệnh cho 36 chiếc tàu của mình đang ở ngoài khơi phải chạy đến các cảng biển của Đồng minh hoặc các nước trung lập nếu có thể.
Trong hoạt động đầu tiên nhằm ngăn chặn cuộc xâm lược của Đức, ngày 12 tháng 4 năm 1940 quân đội Anh đã chiếm đóng quần đảo Faroe, một đơn vị hành chính tương đương cấp quận của Đan Mạch.

#### Đổ bộ tại Na Uy

Bản đồ Vịnh Oslo

Trong vịnh Ofot dẫn vào Narvik, 10 tàu khu trục Đức thuộc Nhóm 1 đã bắt đầu áp sát mục tiêu. Với việc tàu Renown cùng đội hộ tống chuyển hướng đi điều tra sự cố đối với tàu Glowworm, không còn một chiếc tàu Anh nào ở lại tại khu vực này, và họ đã tiến vào mà không gặp trở ngại gì. Cho đến lúc đến sâu vào gần Narvik, phần lớn các tàu khu trục đã dốc lực lượng chủ yếu ra chiếm các công sự bên ngoài vịnh Ofot, chỉ để lại 3 chiếc để chiến đấu với 2 tàu chiến cũ bảo vệ bờ biển thường trực của Na Uy, tàu Eidsvold và Norge. Mặc dù cũ kĩ, 2 tàu phòng thủ bờ biển vẫn chống cự lại các tàu khu trục thiết giáp được trang bị gọn nhẹ hơn. Sau một cuộc trao đổi ngắn gọn với thuyền trưởng tàu Eidsvold, các tàu chiến Đức đã nổ súng trước, bắn chìm nó bằng 3 quả ngư lôi. Tàu Norge nhập trận ngay sau đó và bắt đầu bắn trả lại các tàu khu trục, nhưng do các pháo thủ không có kinh nghiệm nên đã không thể đánh trúng mục tiêu và bị đánh đắm bằng một loạt ngư lôi của Đức. Các khu trục hạm đổ bộ vào cảng, và sau một cuộc trao đổi ngắn, viên chỉ huy quân đồn trú Narvik, Đại tá Konrad Sundlo đã đem lực lượng ra đầu hàng không kháng cự, rồi trao thành phố cho tướng Đức Eduard Dietl. Tuy nhiên, có 2 đại đội thuộc trung đoàn bộ binh 13 Na Uy đã từ chối không chấp hành mệnh lệnh đầu hàng và chạy tới biên giới Thụy Điển. Lúc 8h10 các tàu khu trục thông tin về tổng hành dinh rằng Narvik, mục tiêu chính của cuộc xâm lược, đã bị chiếm đóng.
Tại Trondheim, Nhóm 2 do lo sợ sẽ gặp phải hạm đội Anh nên trong đêm 9 tháng 4 đã trú tại cạnh bờ biển đối diện vịnh Trondheim. Khi đổ bộ họ đã gặp một sự kháng cự nhỏ. Trong vịnh Trondheim, tàu Admiral Hipper tấn công các công sự phòng thủ trong khi các khu trục hạm băng qua chúng với tốc độ 25 km/h. Một phát đạn chuẩn xác từ tàu Admiral Hipper đã cắt đứt các dây cáp nối với hệ thống đèn pha rọi làm cho các khẩu đại bác hoạt động không còn hiệu quả. Trong suốt cuộc đổ bộ chỉ có một tàu khu trục bị trúng đạn. Đến 6 giờ trung đoàn súng trường sơn chiến 138 đã bắt đầu đổ bộ lên thành phố và các công sự ở bờ biển phía nam. Chỉ huy trung đoàn, Đại tá Weiss, nhanh chóng nhận được sự quy phục của chính quyền địa phương. Nhưng các tàu chở dầu và tàu chiến Đức đã gặp vấn đề về nhiên liệu, vì vậy họ không thể trở về Đức trong ngày 9 tháng 4, theo kế hoạch đã dự tính. Sân bay và các công sự còn lại bị chiếm đóng ngày 11 tháng 4, đến ngày hôm đó hạm đội Đức vẫn ở lại vùng biển này.
Tại Bergen, Nhóm 3 có chở các đơn vị bộ binh dẫn đầu bởi sư đoàn bộ binh 69, dưới quyền Thiếu tướng Hermann Tittel. Lúc 4h30 một số đơn vị lục quân đã đổ bộ đánh chiếm pháo đài Kvarven đối diện Byfjord, và đến 5h15 Nhóm 3 đã tiến vào trong vịnh. Pháo đài Kvarven bắn trả, làm bị thương tàu Carl Peters, nhưng các tàu khác đã vào được cảng Bergen. Các công sự phòng thủ đã chống trả kiên quyết với cuộc tấn công của Nhóm 3 làm chiếc tuần dương hạm hạng nhẹ Königsberg cùng với tàu huấn luyện pháp binh Bremse bị thương nặng. Thế nhưng trời tối đã làm giảm hiệu quả chiến đấu của các khẩu đại bác, và các tàu đổ bộ đã cập bến mà không gặp thêm trở ngại nào nữa. Đến 6h20 cuộc đổ bộ kết thúc, 3 tiếng sau đã dập tắt được sự chống cự tại pháo đài Kvarvena và Sandviken, sau khi có thêm nhiều đơn vị không quân Đức kéo đến. Đến trưa, Bergen hoàn toàn nằm trong tay người Đức, nhưng đến đêm, hạm đội Anh đã tiếp cận vịnh, bao gồm 3 chiến hạm, 10 tuần dương hạm và 20 khu trục hạm. Schmundt quyết định ngay lập tức cho các tàu Đức rút lui, và lệnh cho các đơn vị quân đội sẵn sàng để phòng thủ bờ biển.

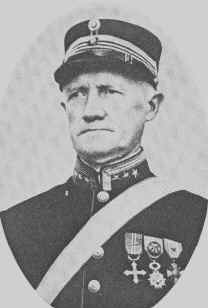
Birger Eriksen, chỉ huy pháo đài Oscarborg. Quyết định nổ súng vào các tàu chiến quân xâm lược Đức của ông đã cứu cho chính phủ Na Uy khỏi bị bắt.

Có một số vấn đề đã phát sinh trong cuộc đổ bộ tại Kristiansand. Do sương mù dày đặc nên đến tận 6h00 ngày 9 tháng 4 Rieva mới quyết định tiến vào trong vịnh, tại đó ông bị tấn công bởi lính Na Uy trong pháo đài Odder. Tình cờ, đúng vào lúc đó, tàu buôn Seattle của Đức, chạy trốn hạm đội Anh, đã vào trong vịnh, vượt qua vòng vây của tàu Anh Curacoa không đúng lúc đúng chỗ, và đã bị đánh chìm bởi pháo đài Na Uy và khu trục hạm Giller. Pháo đài Odder và Gleoddina đã ngoan cường kháng cự các cuộc tấn công của Không quân Đức, hai lần đẩy lui cuộc đổ bộ và bắn bị thương tàu Karlsruhe, suýt nữa làm tuần dương hạm này mắc cạn. Nhưng rồi lộn xộn đã xảy ra khi quân Na Uy nhận được lệnh không cho tấn công vào các tàu của Anh và Pháp và khi người Đức bắt đầu sử dụng mật mã của Na Uy mà họ bắt được tại Horten. Quân Đức đã nhân cơ hội này nhanh chóng tiếp cận bến cảng và đổ quân chiếm được thị trấn lúc gần 11h00. Đến 17h00 trung đoàn bộ binh 310 của Đức có mặt tại Kristiansand.
Vào thời điểm "giờ Weser", Stavanger đã bị tấn công bởi máy bay ném bom bổ nhào, và sau đó lính dù được thả xuống. Đòn tấn công bằng lính thủy đánh bộ và pháo thủ phòng không được vận chuyển bằng máy bay đã khiến cho thành phố và sân bay Sola thất thủ rất nhanh chóng.. Tàu khu trục Æger của Na Uy bị tàu Đức đánh chìm trong bến cảng, rồi sau đó đã bị Không quân Đức phá hủy. Ngay sau khi đổ bộ trung đoàn bộ binh 193 thuộc sư đoàn bộ binh 69 đã kiểm soát một phần Stavanger. Sáng ngày 9 tháng 4, một nửa số tàu quét mìn thuộc tiểu hạm đội 2 đã chiếm đóng bến tàu Egersund, cùng thời điểm này tàu Scarva của Na Uy cũng bị bắn chìm bởi thủy lôi.
Theo kế hoạch quân sự và chính trị của Đức thì việc chiếm đóng thành công và nhanh chóng thủ đô Oslo là cần thiết, nhưng cuộc đổ bộ tại đây lại có nhiều rủi ro nhất. Nhóm 5 đã gặp phải sự kháng cự dữ dội nhất từ các công sự phòng thủ bên trong vịnh Oslo, gần Drøbak. Tính toán rằng không có sự kháng cự đáng kể nào sẽ xảy ra, Chuẩn Đô đốc Oskar Kummetz đã quyết định đột phá tại nơi hẹp nhất của vịnh Oslo, đoạn hẹp Drøbak. Tại lối ra vào phía bắc của cảng này có một pháo đài đặt trên đảo - pháo đài Oscarsborg. Tàu Blücher, kỳ hạm của Kummetz, và cũng là tổng hành dinh sư đoàn của thiếu tướng Erwin Engelbrecht, dẫn đầu đội tàu, đã chủ quan tiếp cận các pháo đài vì cho rằng chúng sẽ bị bất ngờ và không thể phản ứng kịp giống như ở bên ngoài vịnh. Không đợi chiếc tuần dương hạm vào hẳn trong tầm bắn, pháo đài Oscarsborg đã nổ súng bằng 2 khẩu đại bác Krupp 48 tuổi kiểu Đức (Moses và Aron, cỡ 280 li được lắp ráp tại pháo đài Oscarsborg tháng 5 năm 1893) từ khoảng cách 500 mét. Trong vòng vài phút, tàu Blücher đã bị hỏng hệ thống điều khiển hỏa lực và bốc cháy dữ dội, đồng thời cũng lãnh thêm 2 lỗ hổng bởi một loạt ngư lôi kiểu cũ đã 40 năm tuổi từ các ống phóng ngư lôi được ngụy trang tại Kaholme, rồi cuối cùng bị chìm bị chìm dưới độ sâu 90 mét, cách bờ biển 400 mét. Mặc dù hầu như không có áo phao và xuồng cứu hộ, dù lượng nhiên liệu tràn ra bốc cháy và nước lạnh đến 3 độ C, hầu hết các thủy thủ và quân nhân đều xoay xở lên được bờ, tại đó họ bị bắt làm tù binh của Na Uy trong một thời gian ngắn. Tàu này có chở theo rất nhiều viên chức hành chính dự định phục vụ cho chế độ chiếm đóng Na Uy và cả bộ tư lệnh quân đội được phân công chiếm giữ Oslo. Tuần dương hạm Lützow cũng bị thương trong cuộc tấn công, và cho rằng tàu Blücher bị vướng phải bãi mìn, Thuyền trưởng August Thiele trên tàu Lützow đã ra lệnh cho các tàu Emden và Lützow là sẽ rút lui 19 km về phía nam đến đổ quân tại Sonsbukten để hỗ trợ cho một cuộc đột phá tại Drøbak. Khoảng cách này đã làm chậm cuộc tiến quân vào Oslo của chủ lực quân Đức đi 24 giờ đồng hồ (mặc dù vậy Oslo vẫn bị chiếm chỉ 12 tiếng sau bởi lực lượng đổ bộ bằng không quân tại sân bay Fornebu). Tại thời điểm này, trong cuộc chiến tại Horten, sau khi tàu quét mìn R-17 của Đức và tàu ngầm A-2 của Na Uy bị đánh chìm, viên chỉ huy Na Uy đã cho cảng đầu hàng. Đến tối, Không quân Đức tấn công Drøbak và Oscarsborg, và các khẩu đội trong vịnh Oslo đã thương lượng đầu hàng. Đến sáng ngày 10 tháng 4, các tàu Đức mới tiến được vào cảng Oslo.
Sự trì hoãn quý giá này đã cho Quốc vương và Nghị viện Na Uy đủ thời gian để cùng với ngân khố quốc gia chạy trốn khỏi thủ đô và lên phía bắc tiếp tục chiến đấu chống quân xâm lược, rồi cuối cùng trốn thoát sang Anh. Nhờ đó mà Na Uy đã không bao giờ phải chính thức đầu hàng quân đội Đức.
Một nửa trung đoàn bộ binh 324 thuộc sư đoàn 163 được phân công đến sân bay Fornebu, Oslo bằng đường không sau khi 1 đại đội lính dù của trung đoàn này đã chiếm được sân bay (nửa còn lại có kế hoạch đổ bộ tại Oslo cùng Nhóm 5). Dự tính ban đầu của Đức là lính dù phải chiếm sân bay Fornebu một tiếng đồng hồ trước khi đội quân không vận đầu tiên tới nơi, nhưng số lính dù này đã bị mất phương hướng trong sương mù nên không đến được. Tuy vậy, do sân bay này không được bố phòng đầy đủ nên vẫn nhanh chóng bị bộ binh Đức - với sự yểm trợ của máy bay ném bom - đổ bộ và đánh chiếm. Phi đội tiêm kích Jagevingen thuộc Bộ phận Không lực Lục quân Na Uy đóng tại Fornebu đã chống trả bằng máy bay tiêm kích hai tầng cánh Gloster Gladiator cho đến khi hết đạn và phải bỏ chạy đến bất kỳ sân bay nhỏ nào có thể. Lực lượng trên bộ của Na Uy cũng bị cạn đạn dược cho súng máy phòng không ngay sau đó, bởi vì trong không khí hỗn loạn và quá tập trung vào việc chuẩn bị chiến đấu cho các máy bay, không ai còn tâm trí hay thời gian để tâm đến vấn đề đạn dược cho các vũ khí cá nhân hạng nhẹ trên mặt đất. Cuộc kháng cự tại Fornebu kết thúc. Cố gắng sau đó của Na Uy nhằm tiến hành một cuộc phản công đã không được tiến hành tận lực và không đem lại kết quả gì. Sau khi nghe tin này, Oslo được tuyên bố là một thành phố mở. Lúc 9h00 các tàu vận tải đã bắt đầu hạ cánh tại sân bay Fornebu; đến chiều, bộ binh dưới sự chỉ huy của Đại tá Pohlmann đã tràn vào Oslo, và sớm chiếm đóng thành phố.

### Phản ứng của Đồng minh
Các cuộc đổ bộ của Đức tại Trondheim, Bergen và Stavanger, cũng như trận giao tranh trong vịnh Oslo đã nhanh chóng được biết đến. Do chưa thể phân tán mỏng lực lượng ra vì không biết vị trí chính xác hai tàu thiết giáp của Đức, Hạm đội Nhà đã chọn địa điểm tập trung tại gần Bergen để tiến hành tấn công. Máy bay trinh sát thuộc Không quân Hoàng gia Anh sau đó đã báo cáo lại rằng lực lượng của đối phương mạnh hơn nhiều so với dự đoán, như vậy rất có khả năng quân Đức đã kiểm soát được hệ thống phòng thủ bờ biển, thế nên người Anh đã phải thu hồi lực lượng và thay vào đó họ dự định sử dụng hàng không mẫu hạm HMS Furious cho máy bay ném ngư lôi tấn công tàu địch. Nhưng cuộc tấn công đã không bao giờ diễn ra do các máy bay ném bom của Không quân Đức đã đi trước một bước trong việc mở cuộc công kích vào Hạm đội Anh. Khu trục hạm HMS Gurkha bị bắn chìm và Hạm đội Nhà đã buộc phải rút lui lên phía bắc khi mà các biện pháp phòng không của họ tỏ ra không hiệu quả. Ưu thế về không quân của Đức đã khiến Anh quyết định để lại khu vực hoạt động này cho tàu ngầm và không quân, còn các tàu nổi sẽ tập trung tất cả lên phía bắc.
Cùng với những cuộc đổ bộ của Đức tại miền nam và trung Na Uy, Bộ Hải quân Anh cũng được biết qua một bản báo cáo khẩn cấp về sự có mặt của một khu trục hạm đơn lẻ của Đức tại Narvik. Bộ liền ra lệnh cho Tiểu hạm đội Khu trục số 2, gồm hầu hết là các tàu hộ tống trước đó trong chiến dịch Wilfred, đến đánh. Hạm đội này đặt dưới quyền chỉ huy của thuyền trưởng Bernard Warburton-Lee, mới chuyển đến từ tàu Renown trong cuộc truy đuổi các tàu Scharnhorst và Gneisenau, vốn đang làm nhiệm vụ bảo vệ tại lối ra vào vịnh Vest. Lúc 16h00 ngày 9 tháng 4, tiểu hạm đội này cử một sĩ quan lên bờ tại Tranøy cách Narvik 50 dặm về phía tây để thu thập thông tin và được cư dân địa phương cho biết lực lượng của Đức gồm từ 4–6 khu trục hạm và 1 tàu ngầm. Warburton-Lee báo cáo lại phát hiện này về cho Bộ Hải quân, cùng với ý kiến của ông ta là nên tấn công vào ngày hôm sau lúc "bình minh, nước lớn", như vậy sẽ đảm bảo yếu tố bất ngờ và tránh được các bãi mìn. Kế hoạch này được Bộ phê duyệt trong một bản điện tín gửi vào đêm hôm đó.
Sáng sớm ngày hôm sau, Warburton-Lee chỉ huy chiếc kỳ hạm HMS Hardy cùng 4 tàu khu trục tiến vào vịnh Ofot. Lúc 4h30, tàu của ông tới cảng Narvik, và tiến vào trong cảng cùng với tàu HMS Hunter và HMS Havock, để lại 2 tàu HMS Hotspur và HMS Hostile canh giữ lối ra và trông chừng các công sự trên bờ biển. Sương mù và tuyết quá dày đặc đã giúp cho quân của Warburton-Lee tiếp cận mà không bị phát hiện. Khi đến nơi họ phát hiện ra 5 tàu khu trục của Đức và nổ súng, mở màn trận Narvik lần thứ nhất. Các tàu chiến của Warburton-Lee đã bắn chìm 2 khu trục hạm, vô hiệu hóa một tàu khu trục khác, và đánh đắm 6 tàu chở dầu và tiếp tế của Đức. Tư lệnh quân Đức, thuyền trưởng Friedrich Bonte, đã tử trận cùng với chiếc kỳ hạm Wilhelm Heidkamp của mình. Tiểu hạm đội của Warburton-Lee sau đó đã rút ra khỏi cảng mà hầu như không bị thiệt hại gì.
Vào lúc 6h00, khi Tiểu hạm đội Khu trục số 2 đang trên đường trở lại cửa vịnh Vest thì từ trong vịnh Herjangs, 3 tàu khu trục của Đức tiến ra từ phía sau họ, do tư lệnh Erich Bey chỉ huy, và sau vài phút có thêm 2 chiếc khác xuất hiện từ phía trước và bao vây quân của Warburton-Lee. Chiếc Hardy bị tấn công đầu tiên và nhanh chóng bị bắn hỏng rồi được các sĩ quan cho cập cạn. Tàu Hunter là chiếc tiếp theo bị loại khỏi vòng chiến, bị chết máy tại chỗ sau khi trúng nhiều phát đạn. Rồi đến lượt tàu Hotspur bị tấn công làm hỏng hệ thống điều khiển, khiến cho tàu này đâm phải tàu Hunter. Người Đức tiếp tục bắn phá cặp tàu này cho đến khi chiếc Hotspur quay đầu chạy thoát được. Tàu Hostile và Havock lúc đó đang cố gắng chống trả cũng rút chạy theo tàu Hotspur. Các tàu Đức cũng bị trúng đạn và nhất là do thiếu nhiên liệu trầm trọng nên đã không thể truy kích. Khi họ tiến ra khỏi vịnh Ofot, 3 khu trục hạm của Anh đã kịp xoay xở đánh chìm thêm tàu tiếp tế Rauenfels.

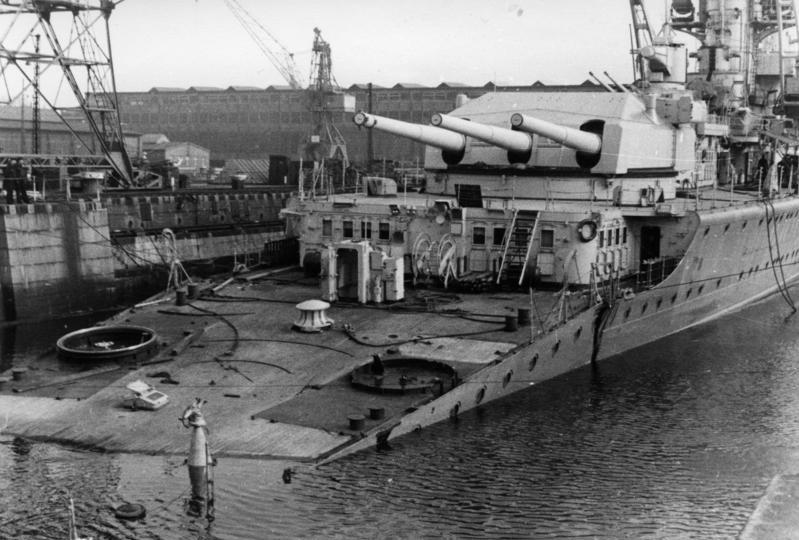
Tàu Lutzow tại Kiel sau khi trúng thủy lôi từ tàu ngầm Spearfish của Anh trên đường trở về từ Na Uy.

Ngay sau trận Narvik lần thứ nhất, có thêm 2 tàu Đức khác bị quân đội Anh đánh đắm. Một chuỗi các cuộc tấn công của Binh chủng Không lực Hải quân xuất phát từ căn cứ tại Hatston thuộc quần đảo Orkney tại Bergen đã tiêu diệt chiếc tuần dương hạm bị thương Königsberg của Đức; đây là chiếc tàu chiến lớn đầu tiên được ghi nhận là bị bắn chìm bằng máy bay. Thêm vào đó, tàu ngầm HMS Truant cũng đánh đắm tàu tuần dương hạng nhẹ Karlsruhe vào đêm ngày 9 tháng 4 ngay sau khi tàu này rời bến Kristiansand. Hôm sau, ngày 10 tháng 4, có thêm chiếc Furious và chiến hạm HMS Warspite gia nhập Hạm đội Nhà và một cuộc tấn công khác đã được tiến hành tại Trondheim nhằm tiêu diệt tàu Admiral Hipper. Thế nhưng tàu Admiral Hipper đã khéo xoay xở thoát khỏi đội canh phòng bên ngoài cảng và đang trên đường về Đức trong lúc cuộc tấn công diễn ra; và không một khu trục hạm hay tàu tiếp tế nào ở lại của Đức bị hư hại. May mắn hơn, ở phía nam, tàu HMS Spearfish đã đánh trọng thương được chiếc tuần dương hạm hạng nặng Lützow vào nửa đêm 11 tháng 4, khiến chiếc tàu này của Đức không thể hoạt động trong vòng 1 năm trời.
Trước tình hình ngày càng rõ rệt là hạm đội Đức đang rời khỏi hải phận Na Uy, Hạm đội Nhà tiếp tục bắc tiến về Narvik với hy vọng bắt kịp các tàu khu trục còn lại. Trên đường đi hạm đội bị các máy bay ném bom Đức quấy rối rất nhiều, buộc họ phải đổi lộ trình đi về phía tây ra xa bờ biển. Đến ngày 12 tháng 4, họ đã đến vùng Narvik và tàu Furious đã cho thử một cuộc tấn công bằng không quân nhưng kết quả không được như mong muốn. Điều này dẫn đến quyết định điều thêm chiến hạm Warspite cùng một lực lượng hộ tống mạnh do Whitworth làm tư lệnh đến trợ chiến.

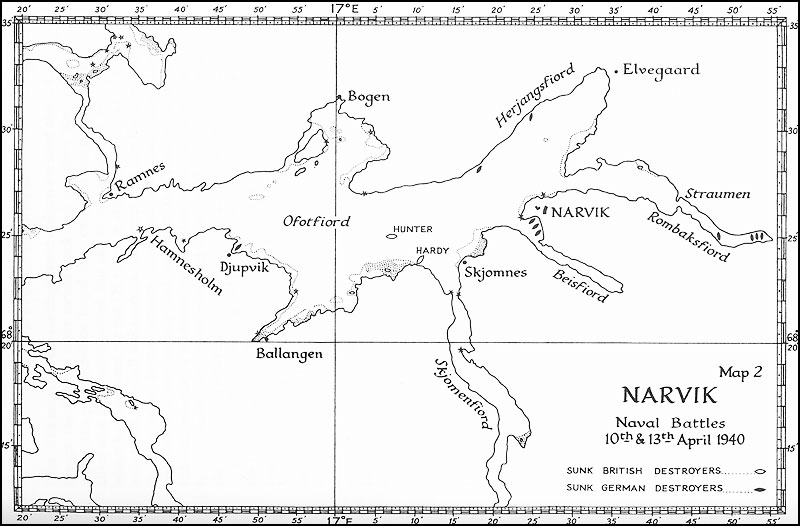
Các trận hải chiến tại Narvik

Sáng ngày 13 tháng 4, quân của Whitworth tiến vào vịnh Vest, sử dụng máy bay trinh sát của tàu Warspite dẫn đường. Ngoài việc định vị được 2 tàu khu trục Đức, máy bay trinh sát còn bắn chìm một tàu ngầm địch, đây là cuộc đụng độ đầu tiên trong trận này. Các khu trục hạm hộ tống tàu Warspite đã đi trước chiến hạm này 5 km và giao chiến đầu tiên với các tàu Đức mà họ chạm trán, mở màn trận Narvik thứ hai. Mặc dù không bên nào chịu thiệt hại đáng kể, các tàu Đức bị bất lợi về vấn đề đạn dược và dần dần bị đẩy lùi vào trong cảng. Đến trưa, hầu hết các tàu Đức đều cố gắng bỏ chạy vào vịnh Rombaks, ngoại trừ tàu Künne đã tự cập cạn tại vịnh Herjangs và bị tiêu diệt bởi tàu HMS Eskimo. Bốn tàu khu trục Anh tiếp tục đuổi theo các tàu Đức trong vịnh Rombaks, và tàu Eskimo ngay sau đó đã bị thương. Mặc dù vậy tình cảnh của quân Đức vẫn là vô vọng khi cạn kiệt nhiên liệu và đạn dược, và khi các tàu của Anh đến nơi toàn bộ các thủy thủ đoàn đã bỏ trốn sau khi tự đánh đắm tàu. Đến 18h30 thì hạm đội Anh lên đường rời khỏi khu vịnh mà bây giờ đã hoàn toàn được dọn sạch.

## Tình hình của Na Uy
Các nhóm quân của Đức phần lớn đều đã đạt được mục tiêu tấn công đồng loạt và đánh bại được lực lượng phòng thủ của Na Uy, trong khi mệnh lệnh động viên hạn chế của chính phủ Na Uy còn chưa kịp phát huy tác dụng hỗ trợ cho quân đội. Tuy nhiên không phải thế là đã hết đối với quân Đồng Minh, vì việc Nhóm 5 bị đẩy lùi trong vịnh Oslo đã tạo ra khoảng thời gian vài tiếng quý giá cho Hoàng gia và Chính phủ Na Uy kịp sơ tán đến Hamar. Nhân cơ hội chính phủ bỏ trốn, Vidkun Quisling đã kiểm soát lấy một đài phát thanh để tuyên bố đảo chính, tự phong làm thủ tướng Na Uy. Cuộc đảo chính của Quisling và danh sách những bộ trưởng của ông ta được công bố lúc 19h32. Hoạt động chính thức đầu tiên sau đó của ông ta là ra lệnh huỷ bỏ mệnh lệnh động viên.
Tối ngày 9 tháng 4, chính phủ Na Uy dời đến tại Elverum, vì thấy rằng ở Hamar không được an toàn. Tất cả các yêu sách của Đức đều bị bác bỏ và Nghị quyết Elverum đã được thông qua nhằm chuẩn bị cho một chính phủ lưu vong sẽ được thành lập. Thế nhưng, tình hình bi quan đã thúc đẩy họ tiếp tục đàm phán với Đức vào ngày hôm sau. Để đề phòng, Đại tá Otto Ruge, Tướng Thanh tra các lực lượng Bộ binh Na Uy, đã cho thiết lập một rào cản cách Oslo khoảng 110 kilomet về phía bắc, tại Midtskogen, và ngay lập tức đã chạm trán với một đội quân nhỏ do Tùy viên Hàng không của Đại sứ quán Đức chỉ huy, đang cố gắng chạy đua lên phía bắc nhằm bắt sống Quốc vương Haakon VII nhằm sớm chấm dứt chiến tranh. Một cuộc xô xát đã diễn ra và quân Đức bị đẩy lùi sau khi Tùy viên Hàng không của họ bị Đội cận vệ Hoàng gia Na Uy giết chết. Ngày 10 tháng 4, cuộc đàm phán cuối cùng giữa Na Uy và Đức đã thất bại sau khi đoàn đại biểu Na Uy, theo chỉ đạo của vua Haakon VII, từ chối yêu sách của Đức về việc thừa nhận chính phủ mới của Quisling. Đến ngày 15 tháng 4 Hội đồng Hành chính đã được Tòa án Tối cao Na Uy chỉ định để kiểm soát chính quyền dân sự tại các khu vực của Na Uy bị chiếm đóng, và Quisling từ chức.

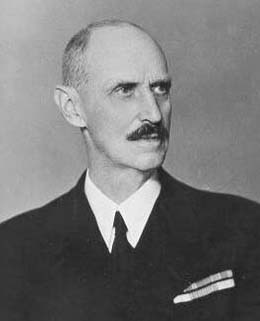
Quốc vương Haakon VII của Na Uy

Một trong những động thái cuối cùng của chính quyền Na Uy trước khi lưu vong là thăng chức cho Otto Ruge lên cấp Thiếu tướng và chỉ định ông làm Tướng Tư lệnh quân đội Na Uy chịu trách nhiệm giám sát cuộc kháng chiến chống Đức, thay thế vị tướng già 65 tuổi Kristian Laake, người đã bị chê trách nặng nề vì cách đối phó được xem là thụ động trong những giờ đầu tiên của cuộc xâm lăng. Các thành viên nội các Na Uy coi tướng Laake là người theo chủ nghĩa thất bại. Đối với người Đức đã kiểm soát được các thành phố, cảng và sân bay lớn nhất, cũng như các kho vũ khí và hệ thống thông tin liên lạc, thì việc đẩy lùi họ ngay lập tức là điều không thể. Ruge thay vào đó đã quyết định rằng phương hướng hoạt động duy nhất có thể của ông bây giờ là kéo dài thời gian, cầm chân quân Đức cho đến khi quân tiếp viện từ Anh và Pháp kịp đến.

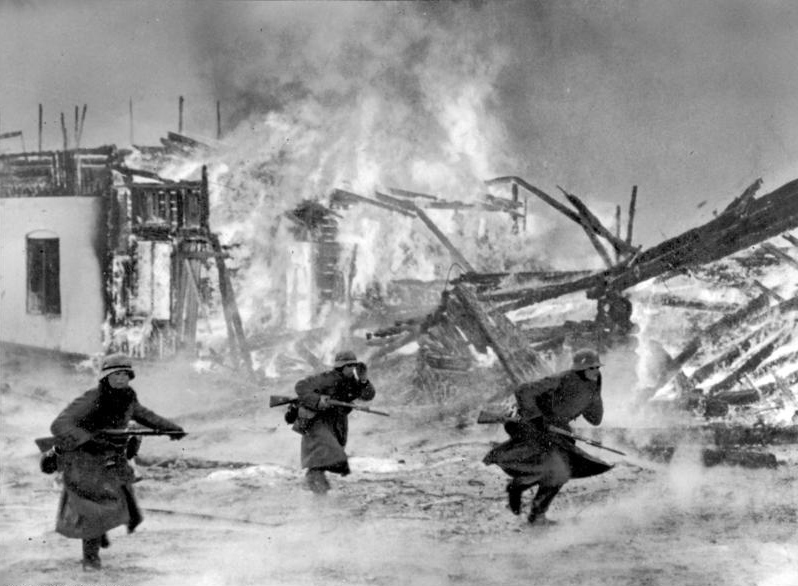
Bộ binh Đức tấn công tại một ngôi làng đang cháy của Na Uy.

Ngày 11 tháng 4, sau khi có thêm quân tiếp viện tại Oslo, Đại tướng Falkenhorst đã cho mở cuộc tấn công với mục tiêu liên kết lại các lực lượng rải rác của Đức trước khi người Na Uy kịp tiến hành cuộc động viên có hiệu quả hay bất kỳ sự can thiệp đáng kể nào của quân Đồng Minh có thể diễn ra. Nhiệm vụ đầu tiên của ông ta là củng cố vững chắc khu vực vịnh Oslo, rồi tung các sư đoàn bộ binh số 196 và 163 đi nối liên lạc với các lực lượng tại Trondheim. Cũng trong ngày 11 táng 4, 11 máy bay ném bom của Luftwaffe đã tấn công thị trấn Nybergsund nhằm tiêu diệt Quốc vương, Thái tử và nội các Na Uy.
Sư đoàn Na Uy số 4, đóng quanh Bergen, đã trốn tránh khỏi cuộc đổ bộ ban đầu của Đức và ngay sau đó đã tấn công nhằm làm chậm bước tiến của các toán quân Đức đang tiến qua thành phố về phía đông; nhưng nỗ lực của họ đã không thành công bởi cái thực tế là lực lượng chủ yếu của sư đoàn đã phải chuyển đến Valdres để cứu vãn tình hình nghiêm trọng tại miền Đông Na Uy. Sư đoàn Na Uy số 5 tại Trondheim đã bị mất hầu hết các kho hàng tiếp tế từ khi chiến dịch bắt đầu và viên tư lệnh của nó đã quyết định cố thủ tại Steinkjer thay vì tấn công quân Đức. Sư đoàn Na Uy số 6 đóng ở xa hơn về phía bắc, gần biên giới Phần Lan và hầu như mất liên lạc với tất cả các vùng bị Đức chiếm đóng.
Bây giờ tướng Ruge chỉ còn lại trong tay sư đoàn Na Uy số 2 và vì vậy ông ta xây dựng lực lượng của mình thành một đơn vị thống nhất. Mặc dù nhờ một lứa quân tình nguyện đã phát triển sư đoàn từ 3.000 lên khoảng 12.000 người, và Ruge còn được hỗ trợ thêm 11,1 triệu Krone (tương đương 4,5 triệu Đô la Mỹ) từ bên ngoài, nhưng ông vẫn không có một lực lượng nào khả dĩ có thể tiến hành đối đầu trực tiếp với Đức. Thay vào đó, ông ta chọn cách tập trung sư đoàn tại vùng thung lũng Gudbrandsdal và Østerdalen nối liền Oslo tới Trondheim. Từ đây ông dựa vào địa hình thuận lợi để tấn công quân Đức và sử dụng chiến thuật "đánh rồi chạy", đồng thời tiến hành phục kích và phá hủy có trọng điểm để ngăn cản 2 sư đoàn Đức di chuyển lên phía bắc. Nhưng họ không bao giờ có thể hy vọng chặn đứng hẳn được đối phương, vì sau đó Đức đã dùng không quân yểm trợ và các đơn vị xe tăng nhỏ để phá vở các cứ điểm của họ. Đến ngày 20 tháng 4, quân Đức đã tiến tới Elverum, cách Trondheim 305 kilomet về phía nam. Đến lúc này các trận chiến liên tiếp đã làm suy kiệt quân đội Na Uy và đẩy họ vào tình trạng thiếu tiếp tế trầm trọng.

## Các hoạt động trên bộ
Khi mà cuộc xâm lược của Đức đã trở nên quá rõ ràng đối với giới quân sự Anh, thì họ liền bắt tay vào chuẩn bị cho cuộc phản công. Thế nhưng bất đồng sâu sắc lại nảy sinh giữa các phe nhóm trong chính phủ: Lục quân Anh, sau khi trao đổi với Otto Ruge, muốn tấn công vào Trondheim tại miền Trung Na Uy, trong khi Churchill đòi chú trọng vào việc tái chiếm lại Narvik. Cuối cùng quyết định được đưa ra là cho gửi quân đến cả hai nơi như một sự thoả hiệp giữa hai quan điểm.

### Chiến dịch tại miền Đông Na Uy
Sau khi Ruge được chỉ định làm Tướng Tư lệnh ngày 10 tháng 4, chiến lược của người Na Uy ở miền đông là đánh cầm chân quân Đức từ Oslo tiến lên phía bắc liên kết với các lực lượng Đức khác tại Trondheim, chủ yếu nhằm tranh thủ cho quân Đồng Minh có đủ thời gian để chiếm lại Trondheim và bắt đầu phản công vào quân chủ lực Đức tại khu vực Oslo. Khu vực lân cận vịnh Oslo do Sư đoàn số 1 Na Uy của thiếu tướng Carl Johan Erichsen trấn giữ. Khu vực còn lại được Sư đoàn số 1 Na Uy của thiếu tướng Jacob Hvinden Haug phụ trách. Do cuộc xâm lăng của Đức khiến cho việc động viên không thể tiến hành một cách chính quy, chỉ có các đơn vị quân Na Uy được hình thành một cách tự phát được đưa vào trận với quân Đức. Nhiều đơn vị đối đầu với cuộc tiến công của Đức là do các sĩ quan do Ruge đặc biệt chọn lựa nhằm thay thế những viên chỉ huy tỏ ra thiếu năng lực trong những ngày đầu của cuộc chiến.
Các nền tảng cho chiến lược này của Na Uy đã bắt đầu sụp đổ vào các ngày 13 và 14 tháng 4 khi 3.000 quân thuộc Sư đoàn số 1 (Na Uy) tại Østfold tự ý rút chạy qua biên giới Thụy Điển mà không có lệnh, và bị nước Thụy Điển trung lập giam giữ. Cùng ngày mà Sư đoàn số 1 vượt biên giới, 2 tiểu đoàn thuộc Trung đoàn Bộ binh số 3 đóng tại trại Heistadmoen ở Kongsberg đã đầu hàng. Sư đoàn số 3 (Na Uy) do thiếu tướng Einar Liljedal chỉ huy có nhiệm vụ phòng thủ miền Nam Na Uy, cũng đầu hàng quân Đức tại Setesdal ngày 15 tháng 4, tại đây khoảng chừng 2.000 lính Na Uy đã bị bắt làm tù binh trong khi vẫn chưa có hoạt động gì cho đến thời điểm đó. Cùng với việc Anh-Pháp quyết định từ bỏ kế hoạch tái chiếm thành phố miền trung Trondheim ngày 20 tháng 4, chiến lược của Ruge trở nên không thể tiến hành trong thực tế được nữa.
Trong khi tiến quân từ Oslo lên phía bắc, quân Đức lần lượt đánh tan sức kháng cự của Na Uy bằng các đòn không kích. Quân Na Uy hầu hết đều thiếu vũ khí phòng không khiến máy bay Đức có thể hoạt động gần như hoàn toàn tự do. Máy bay ném bom bổ nhào Junkers Ju 87 đã tỏ ra đặc biệt hiệu quả trong việc bẻ gãy ý chí chiến đấu của các lực lượng Na Uy cản đường.

### Chiến dịch tại miền Tây Na Uy
Các thành phố quan trọng ở miền Tây Na Uy là Bergen và Stavanger đã bị chiếm đóng ngay trong ngày 9 tháng 4. Bất chấp những tổn thất mà các thành phố đã phải hứng chịu, viên tư lệnh Na Uy tại khu vực này là tướng William Steffens vẫn ra lệnh động viên toàn diện. Trong khoảng thời gian giữa tháng 4, sư đoàn Na Uy số 4 với 6.000 quân chịu trách nhiệm phòng thủ khu vực miền Tây Na Uy đã tập trung quanh thị trấn Voss tại Hordaland. Sau khi yểm hộ cho quân Annh đổ bộ ngày 17 tháng 4 tại Åndalsnes, Steffens đã lên một kế hoạch tấn công nhằm chiếm lại Bergen. Nhưng những dự định này đã bị bỏ qua khi tướng Ruge ra lệnh cho hầu hết lực lượng của sư đoàn phải bố trí lại đến Valdres và Hallingdal, để tăng viện cho miền Đông Na Uy. Sau đó Luftwaffe đã oanh tạc gây tàn phá nặng nề cho thị trấn Voss và giết hại nhiều dân thường trong ngày 23 tháng 4, và quân Đức chiếm được thị trấn trong ngày 25 tháng 4.

### Chiến dịch tại miền Trung Na Uy

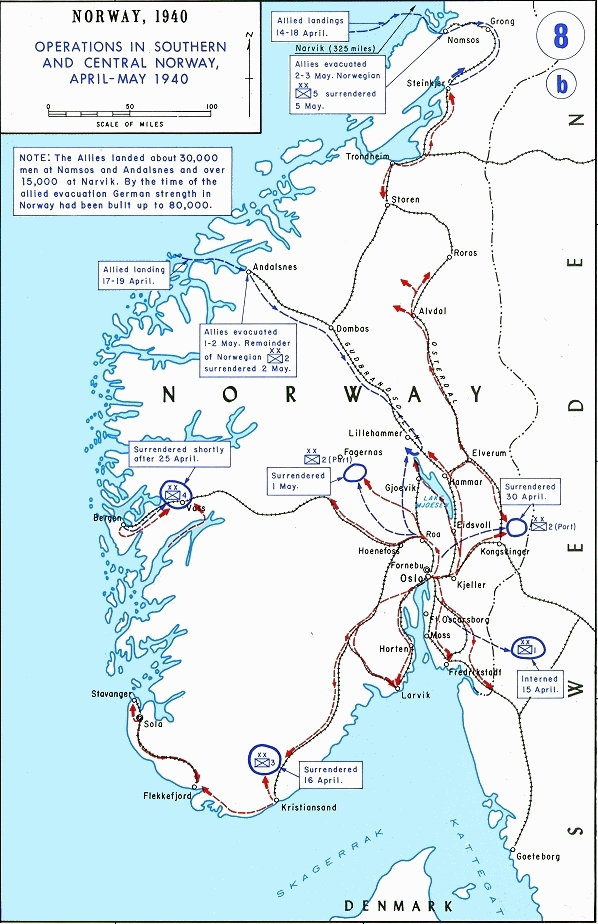
Diễn biến tại miền Trung và miền Nam Na Uy trong tháng 4 và tháng 5 năm 1940.

Kế hoạch ban đầu cho chiến dịch tại miền Trung Na Uy bao gồm một cuộc tấn công bằng 3 mũi vào Trondheim của Đồng Minh trong khi người Na Uy cầm chân quân Đức tại miền nam. Nó được đặt tên là cuộc hành quân Hammer, và quân Đồng Minh dự tính sẽ đổ bộ tại Namsos về phía bắc (lực lượng Maurice), tại Åndalsnes ở phía nam (lực lượng Sickle), và chính tại lân cận Trondheim (lực lượng Hammer). Nhưng rồi kế hoạch này đã nhanh chóng bị sửa đổi, do người ta nhận thấy rằng cuộc tấn công trực diện vào Trondheim là quá mạo hiểm và như vậy chỉ có hai mũi tấn công ở phía bắc và phía nam được triển khai.
Để ngăn chặn cuộc đổ bộ dự kiến của Đồng Minh, Oberkommando der Wehrmacht đã ra lệnh cho một đại đội thuộc lính dù thuộc lực lượng Fallschirmjäger tấn công tuyến đường sắt nối đến Dombås bên trên thung lũng Gudbrandsdal. Đại đội này đã đổ quân vào ngày 14 tháng 4 và đã ngăn chặn được hệ thống đường bộ và đường sắt tại miền Trung Na Uy trong năm ngày trước khi buộc phải đầu hàng quân đội Na Uy ngày 19 tháng 4.
Ngày 14 tháng 4, lực lượng Maurice, bao gồm hầu hết là lữ đoàn bộ binh số 146 của Anh, do thiếu tướng Adrian Carton de Wiart chỉ huy đã tiến hành cuộc đổ bộ đầu tiên tại Namsos. Lực lượng này đã được chuyển giao cho các tàu khu trục thay vì những con tàu vận tải đồ sộ vì đường biển con vịnh dẫn tới Namsos quá hẹp; và do sự lộn xộn xảy ra khi chuyển đổi mà một số lượng lớn đồ tiếp tế và cả sĩ quan chỉ huy tàu đã bị xếp nhầm vị trí. Một vấn đề nghiêm trọng khác của lực lượng Maurice là không có không quân yểm trợ, thế nên Luftwaffe hoàn toàn chiếm ưu thế. Ngày 17 tháng 4 lực lượng Maurice đã hành quân từ Namsos đến các vị trí bao quanh làng Follafoss và thị trấn Steinkjer. Ngay sau khi tướng de Wiart đưa quân đội rời khỏi Namsos, máy bay ném bom Đức đã đến tấn công và phá hủy thị trấn, và de Wiart không còn lại căn cứ nào khác. Mặc dù vậy, de Wiart vẫn hành quân 130 km vào trong nội địa đến Steinkjer, tại đó ông bắt liên lạc được với sư đoàn số 5 của Na Uy. Thế nhưng những cuộc đột kích liên tục bằng không quân đã khiến cho họ không thể tiến hành bất cứ một hoạt động tấn công nào, và ngày đến 21 tháng 4 lực lượng Maurice đã bị sư đoàn số 181 của Đức từ Trondheim đến tấn công. De Wiart buộc phải rút lui, và Steinkjer đã lọt vào tay quân Đức.
Lực lượng Sickle, với lực lượng chủ yếu là lữ đoàn bộ binh số 148 của Anh do thiếu tướng Bernard Paget chỉ huy, đã đổ bộ tại Åndalsnes ngày 17 tháng 4. Quân tiên phong Anh đã tới Åndalsnes trước đó vào ngày 12 tháng 4. Từ Åndalsnes, quân Anh di chuyển bằng tàu hỏa đến làng Dombås với ý định sẽ tiếp tục tiến lên phía bắc để tới Trondheim; thế nhưng tại đây họ đã gặp tướng Ruge và được thông báo rằng quân đội Na Uy không thể ngăn cản cuộc tiến quân của Đức lên thung lũng lâu hơn được nữa. Biết rằng một cuộc đột phá của Đức sẽ cắt đứt đường tiếp tế và khiến cho lực lượng Sickle bị bao vây, Paget liền chuyển hướng lực lượng của mình về phía nam đến Lillehammer. Thế nhưng họ đã không thể ở lại đó lâu khi mà lữ đoàn số 148 đã ngay lập tức bị quân của Richard Pellengahr tấn công và buộc phải rút lui. Khi họ rút qua thung lũng Tretten thì lại bị tấn công lần nữa và bị loại khỏi vòng chiến do mất khả năng chiến đấu. Đến lúc này, lữ đoàn bộ binh số 15 của Anh liền đổ bộ tại Åndalsnes và bắt đầu hành quân về phía nam để giải cứu cho lữ đoàn 148. Họ đã chạm trán với lực lượng truy kích của Đức tại Kvam, một ngôi làng nằm giữa Tretten và Dombås, và bị đánh bật lại Kjorem, tại đây họ đã phải chống cự lại những cuộc tấn công dữ dội của đối phương.
Cho đến ngày 28 tháng 4, với việc cả hai cánh quân đều bị người Đức chặn đứng, đã có quyết định rút toàn bộ lực lượng Đồng Minh ra khỏi miền Nam và miền Trung Na Uy. Ngày 30 tháng 4, quân Đức tiến từ Oslo và Trondheim đã liên kết được với nhau. Đến 1 tháng 5, Quốc vương Haakon VII và chính phủ của ông đã đến Tromsø ở Bắc Na Uy sau khi sơ tán khỏi miền Nam. Trong những tuần lễ còn lại của chiến dịch, Tromsø là thủ đô trên thực tế của Na Uy, nơi đặt trụ sở làm việc chính của Quốc vương và nội các. Lực lượng Sickle, với sự trợ giúp của tướng Ruge, đã xoay xở trở về được Åndalsnes rồi lên tàu chạy thoát lúc 2h00 ngày 2 tháng 5, chỉ vài tiếng trước khi sư đoàn số 196 của Đức tới chiếm cảng. Lực lượng Maurice, do đội tàu hộ tống của họ bị chậm trễ do sương mù dày đặc, phải hoãn sơ tán đến ngày 3 tháng 5, tuy nhiên 2 trong số các tàu giải cứu, là khu trục hạm Bison của Pháp và khu trục hạm Afridi của Anh đã bị máy bay ném bom bổ nhào Junkers Ju 87 đánh chìm.
Sự kháng cự của các lực lượng vũ trang chính quy Na Uy tại miền Trung và miền Nam chấm dứt vào ngày 5 tháng 5, sau khi các lực lượng tại Hegra ở Sør-Trøndelag và Vinjesvingen ở Telemark đầu hàng.
Thất bại của chiến dịch tại miền Trung Na Uy vẫn được xem là một trong những nguyên nhân trực tiếp của Cuộc tranh cãi Na Uy mà dẫn đến kết quả là sự từ chức của Thủ tướng Anh Neville Chamberlain và việc chỉ định Winston Churchill lên thay thế chức vụ này.

### Chiến dịch tại Bắc Na Uy

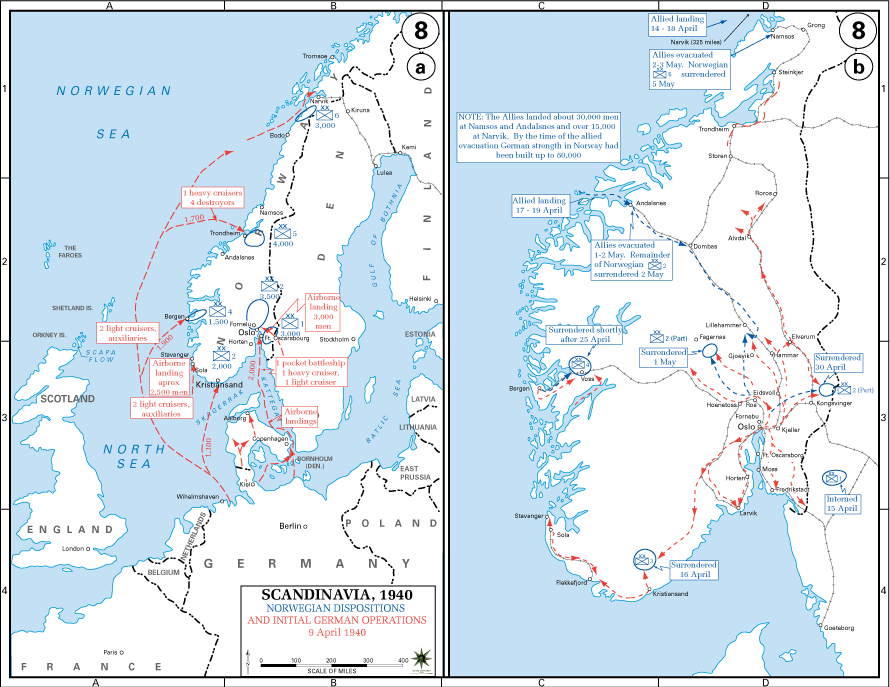
Các hoạt động ban đầu của Đức tại miền Nam, miền Trung và miền Bắc Na Uy tháng 4 năm 1940

Song song với hoạt động quân sự tại Trondheim, một chiến dịch thứ hai cũng được tiến hành tại phía bắc với mục tiêu chiếm lại Narvik. Giống như chiến dịch tại miền Trung, cuộc viễn chinh Narvik cũng gặp phải những trở ngại to lớn.
Một trong những vấn đề đầu tiên quân Đồng Minh phải đối mặt là thực trạng bộ chỉ huy không thống nhất, hay thật ra là thậm chí còn chưa được tổ chức. Lực lượng hải quân trong khu vực đặt dưới quyền Đô đốc William Boyle, người đã được lệnh phải giải phóng vùng đất này khỏi tay quân Đức ngay khi có thể. Trái lại, viên tư lệnh các lực lượng trên bộ, thiếu tướng Pierse Mackesy, lại được lệnh không cho đổ quân tại bất cứ vùng đất nào đã bị quân Đức kiểm soát chặt chẽ và tránh làm tổn thương các khu vực dân cư. Hai người đã gặp nhau ngày 15 tháng 4 để xác định rõ phương hướng hành động tối ưu. Boyle đòi hỏi một cuộc công kích ngay lập tức vào Narvik còn Mackesy phản đối rằng như vậy sẽ dẫn đến thiệt hại nặng nề cho đội quân tấn công của ông ta. Cuối cùng Boyle đã chấp nhận quan điểm của Mackesy.
Quân của Mackesy, với mật danh Lực lượng Rupert, bao gồm lữ đoàn cận vệ số 24 của Anh cộng thêm các đơn vị của Pháp và Ba Lan. Lực lượng chính bắt đầu đổ bộ tại Harstad, một thị trấn nhỏ trên đảo Hinnøya, vào ngày 15 tháng 4, nhưng do sự lộn xộn cộng thêm thời tiết xấu, phương tiện không hợp lý, việc vận chuyển bố trí không có chiến thuật và những cuộc tấn công liên tục của máy bay ném bom Đức, việc đổ bộ phải mất hơn một tuần lễ mới hoàn thành. Trong khi ấy, Hải quân Hoàng gia Anh đã bắt đầu có một mối quan tâm đáng kể khác quan trọng hơn. Ngày 15 tháng 4, họ đã bắt sống được một chiếc U-boat của Đức (tàu ngầm U-49) trong đó có chứa những tài liệu mô tả chi tiết bố trí lực lượng của toàn bộ các tàu U-boat trên biển Na Uy, tạo khả năng loại bỏ một cách hiệu quả mối đe dọa chúng tạo ra.
Sau thất bại của Đồng Minh tại miền Trung Na Uy, lực lượng của đội quân tại miền Bắc được chuẩn bị kỹ càng hơn, trong đó có 2 phi đội tiêm kích được chuyển đến bằng tàu sân bay, một đội bao gồm các máy bay Hawker Hurricane, đội kia là loại Gloster Gladiators. Ngoài ra, quân Pháp cũng phối hợp phản công tại Bắc Na Uy bằng một cuộc đổ bộ tại Bjerkvik ngày 13 tháng 5. Hỏa lực yểm trợ từ các tàu chiến của hải quân Đồng Minh đã hủy diệt phần lớn ngôi làng và giết chết 14 dân thường trước khi quân Đức bị đánh bật ra khỏi Bjerkvik.
Ngày 28 tháng 5, 2 tiểu đoàn Pháp và 1 tiểu đoàn Na Uy đã tấn công và chiếm lại được Narvik từ tay quân Đức, nhưng rồi cuộc tấn công xâm lược của Đức vào Pháp và Vùng đất thấp đã làm thay đổi đáng kể tình hình chung của cuộc chiến. Tầm quan trọng của mặt trận Na Uy bị suy giảm đáng kể. Chiến dịch Alphabet, cuộc tổng rút lui của quân Đồng Minh ra khỏi Na Uy được phê chuẩn ngày 24 tháng 5. Chính quyền Na Uy chỉ được thông báo quyết định này vào ngày 1 tháng 6. Sau một cuộc họp ngày 7 tháng 6, đã có quyết định về việc cuộc chiến sẽ được tiếp tục ở hải ngoại, Quốc vương Haakon VII, Thái tử Olav và nội các Na Uy cũng ra đi trên con tàu tuần dương hạm Devonshire ngày 7 tháng 6 để đi sang Anh. Trước đó cả Quốc vương và Thái tử đều đã xem xét đến khả năng ở lại Na Uy, nhưng Đại sứ Anh Cecil Dormer đã thuyết phục được họ theo chính phủ sống lưu vong. Đến ngày 8 tháng 6, sau khi phá huỷ các tuyến đường xe lửa và trang thiết bị của cảng, toàn bộ quân Đồng Minh đã rút đi. Quân Đức lúc này đang mở chiến dịch hải quân Juno để làm giảm áp lực cho quân đồn trú tại Narvik và sau khi phát hiện ra cuộc sơ tán này đã chuyển sang tấn công, bắn chìm 2 khu trục hạm Anh cùng chiếc tàu sân bay HMS Glorious.
Các lực lượng Na Uy còn lại trên đất liền đã đầu hàng quân Đức vào ngày 10 tháng 6 năm 1940. Các đơn vị chiến đấu tại mặt trận đã được lệnh hạ vũ khí vào sớm ngày 8 tháng 6. Chiến sự chấm dứt lúc 24h00 ngày 9 tháng 6. Hiệp định đầu hàng chính thức được ký tại khách sạn Bristol ở Trondheim lúc 17h00 ngày 10 tháng 6 năm 1940. Trung tá Ragnvald Roscher Nielsen đại diện ký cho Na Uy, Đại tá Erich Buschenhagen bên phía Đức.

## Sự chiếm đóng

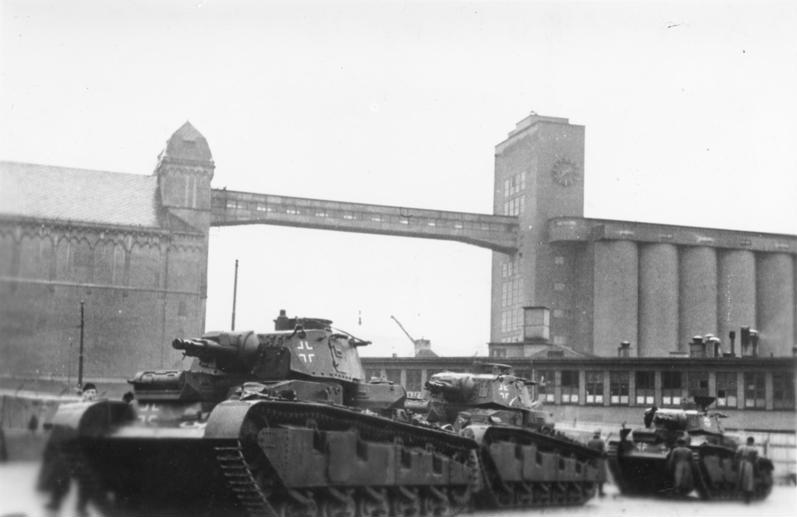
Xe tăng Neubaufahrzeug của Đức tại Oslo.

Với việc quân đội Na Uy đầu hàng thì sự chiếm đóng của Đức đã bắt đầu. Dù vậy vẫn còn tồn tại phong trào kháng chiến đáng chú ý, với hoạt động của Đội tàu buôn Na Uy, thường dân chống đối và quân tình nguyện Na Uy trong Hải quân Hoàng gia và lực lượng đặc công Anh. Vua và nội các Na Uy đã tự thành lập nên chính phủ lâm thời ở London và chỉ đạo cuộc kháng chiến ngày càng cho thấy có hiệu quả trong những năm chiếm đóng tiếp sau đó tại Na Uy.
Chính quyền chiếm đóng dân sự của Đức tại Na Uy đã được tổ chức thông qua việc thành lập Ủy ban Đế chế Na Uy do Josef Terboven lãnh đạo, bắt đầu từ ngày 24 tháng 4 năm 1940. Người Đức đã cố gắng vô hiệu hóa ảnh hưởng của chính phủ lưu vong Na Uy, nhất là với Quốc vương. Nhiều tuần lễ sau khi chiến dịch Na Uy kết thúc, Đức đã gây áp lực buộc chủ tịch quốc hội Na Uy đưa ra yêu cầu Haakon VII thoái vị. Ngày 3 tháng 7, Haakon VII bác bỏ yêu cầu trên, và đến 8 tháng 7 đã phát biểu trên đài BBC công bố câu trả lời của mình. "Câu trả lời không của Quốc vương" trở nên nổi tiếng và đã cổ vũ cuộc kháng chiến chống lại ách chiếm đóng của Đức cũng như những cộng tác viên Na Uy của Đức.
Hải quân Hoàng gia và Không lực Hoàng gia Na Uy đã được tái thiết lập tại Anh từ tàn quân trốn thoát trong chiến dịch Na Uy và sớm tham chiến trong các trận đánh tại Bắc Đại Tây Dương cũng như cuộc không chiến ở châu Âu. Lực lượng của họ ngày càng tăng lên nhờ vào dòng người tị nạn không ngừng tìm đường rời khỏi nước Na Uy bị chiếm đóng, còn trang thiết bị thì được cung cấp đủ tiêu chuẩn bằng máy bay và tàu chiến của Anh và Mỹ. Đến cuối chiến tranh thế giới thứ hai ở châu Âu, Hải quân Hoàng gia Na Uy gồm có 58 tàu chiến, với khoảng 7.000 thành viên thủy thủ đoàn. Tổng cộng có 118 tàu chiến thuộc quyền bộ tư lệnh Na Uy trong các giai đoạn khác nhau của chiến tranh. Những phi đội của Na Uy bay cùng với Bộ Tư lệnh Tiêm kích và Bộ Tư lệnh Duyên hải RAF. Các phi đội người Na Uy số 331 và 332 của RAF sử dụng máy bay tiêm kích Hawker Hurricane và Supermarine Spitfire. Các phi đội số 330 và 333 của Không quân Hoàng gia Na Uy bay với những chiếc máy bay ném bom tuần tra Northrop N-3PB, tàu bay Consolidated PBY Catalina và Short Sunderland cùng với máy bay ném bom chiến đấu de Havilland Mosquito. Ngoài ra còn có những cá nhân Na Uy riêng lẻ bay với các đơn vị không quân Anh.
Quân đội Na Uy cũng được tái lập tại Scotland. Tuy nhiên, do thiếu đi một số lực lượng đặc biệt, đội quân này hoạt động không nhiều trong suốt chiến tranh. Các bộ phận của quân đội Na Uy đóng tại Scotland đã tham gia vào việc giải phóng Finnmark (tỉnh cực bắc của Na Uy) trong mùa đông 1944–1945 sau khi quân Đức tháo chạy khỏi đây trước cuộc tấn công được dự đoán của Hồng quân. Trong giai đoạn này, đã có một số cuộc chạm súng nhỏ với lực lượng tuần tra và bảo vệ hậu quân của Đức.
Tại nước Thụy Điển trung lập cũng có một lực lượng quân Na Uy được tạo dựng trong 2 năm cuối của cuộc chiến thông qua cái gọi là "đội quân cảnh sát" với sự trợ giúp của chính quyền Thụy Điển. Thuật ngữ "cảnh sát" được sử dụng nhằm che đậy cho công tác huấn luyện quân sự hoàn chỉnh của một lực lượng được đào tạo và trang bị đầy đủ và ước tính tập hợp được khoảng 10.000 người tính đến ngày chiến thắng. Năm 1945, có khoảng 1.300 "quân cảnh sát" đã tham gia giải phóng hạt Finnmark.

## Đánh giá cuộc chiến
Đúng như kế hoạch, hoạt động quân sự này là một thắng lợi quyết định của Đức. Cả Đan Mạch và Na Uy đều bị chiếm đóng với thương vong khá thấp: 1.317 chết, 2.375 mất tích và 1.604 bị thương - tổng cộng là 5.296 người. Yếu tố bất ngờ là tuyệt đối, đặc biệt là ở Đan Mạch, và chỉ có khu vực Narvik là khiến cho cuộc xâm lược gặp vấn đề lớn. Luftwaffe mất khoảng 100 máy bay, xấp xỉ 10% lực lượng được tung ra.
Thế nhưng, trên biển, cuộc xâm lăng đã vấp phải nhiều trở ngại đáng kể. Kriegsmarine đã phải chịu những tổn thất nặng nề, với việc mất đi một trong 2 tuần dương hạm hạng nặng, 2 trong số 6 tàu tuần dương hạng nhẹ, 10 trong tổng số 20 khu trục hạm và 6 tàu ngầm U-boat. Cộng với số tàu bị thương trong chiến dịch này, Kriegsmarine chỉ còn lại lực lượng gồm 1 tuần dương hạm hạng nặng, 2 tuần dương hạm hạng nhẹ và 4 tàu khu trục còn hoạt động. Điều này đã dẫn đến sự suy yếu của hải quân Đức trong những tháng mùa hè khi mà Hitler theo đuổi các kế hoạch cho một cuộc xâm lược Anh quốc. Lúc đó Hitler không có trong tay hạm đội nào hiện hữu, và sự thiếu hụt lực lượng hải quân đã góp phần dẫn đến việc Đức không thể tiến hành thành công Chiến dịch Sư tử biển.
Còn trên đất liền, tổn thất chủ yếu sau chiến dịch là sự cần thiết phải giữ lại hầu hết đội quân viễn chinh tại Na Uy để làm nhiệm vụ chiếm đóng mà không thể điều họ tới các mặt trận.
Hạm đội Anh cũng chịu một số tổn thất, mất 1 tàu sân bay, 1 tuần dương hạm, 7 khu trục hạm và 1 tàu ngầm, nhưng với lực lượng hải quân mạnh hơn nhiều, họ có thể chịu đựng được những thiệt hại này tốt hơn phía Đức. Hơn nữa bây giờ Anh đã có được quyền điều động Hạm đội tàu buôn Na Uy, một trong những đội tàu lớn nhất thế giới, thông qua hệ thống Nortraship thành lập ngày 22 tháng 4 của chính phủ Na Uy. Khoảng 85% hạm đội tàu buôn Na Uy đã phục vụ phe Đồng Minh trong chiến tranh, còn 15% đang ở Na Uy khi quân Đức tấn công đã không trốn thoát kịp. Các tàu thuyền của Nortraship có đến 27.000 thủy thủ.
Hải quân Hoàng gia Na Uy với 121 tàu thuyền vào thời điểm trước cuộc xâm lăng của Đức, đã hầu như bị xóa sổ trong suốt chiến dịch. Chỉ có 15 tàu chiến, 1 tàu đánh cá bắt được của Đức và khoảng 600 người là xoay xở trốn thoát được sang Anh cho đến cuối cuộc chiến. Các tàu còn lại đều đã bị đánh đắm trong khi chiến đấu, hoặc bị thủy thủ đoàn tự đánh đắm, hoặc bị quân Đức bắt giữ, trong đó có 1 khu trục hạm, 2 tàu phòng thủ bờ biển và 3 tàu ngầm bị đánh đắm.
Trong chiến dịch, Hải quân Pháp cũng bị mất một tàu khu trục lớn.
Phe Đồng Minh đã đạt được thành công một phần tại Narvik. Việc vận chuyển tải cảng này đã bị đình chỉ trong vòng 6 tháng, tuy vậy vẫn ít hơn khoảng thời gian Đồng Minh ước đoán rằng cảng sẽ phải ngừng hoạt động ít nhất 1 năm.
Việc Đức chiếm đóng Na Uy đã tạo nên một mối lo ngại cho phía Đồng Minh trong vài năm sau đó. Các máy bay ném bom Đức đóng tại Sola chỉ còn cách mũi đất Rattray Head ở đông bắc Scotland khoảng 600 dặm, thay vì hơn 1.000 dặm so với sân bay gần nhất thuộc đất Đức nằm trên đảo Sylt, và như vậy miền đông Scotland cùng các tàu bè ở duyên hải đã phải chịu đựng nhiều cuộc oanh tạc chủ yếu xuất phát từ Na Uy cho đến năm 1943. Sau khi Na Uy thất thủ, Scotland (nhất là các căn cứ của hạm đội đóng tại Scapa Flow và Rosyth) đã đứng trước nguy cơ bị đe dọa bởi những đòn tấn công không vận và hải vận của đối phương. Lực lượng đánh phá hàng hải Đức cũng đã sử dụng Na Uy làm căn cứ hoạt động để tiến ra Bắc Đại Tây Dương mà không gặp phải nguy hiểm gì. Sau khi Đức xâm lược Liên Xô năm 1941, các căn cứ không quân tại Na Uy còn được dùng để ngăn chặn đoàn tàu Bắc cực của Đồng Minh, gây ra những thiệt hại nặng nề cho lực lượng vận chuyển.

## Trong văn học nghệ thuật
- Năm 1942 phim The Day Will Dawn (Ngày sẽ rạng) được chiếu rộng rãi tại Na Uy ngay trước và ngay sau cuộc xâm lược.
- Paul Milner, một nhận vật chính trong vở kịch Foyle's War (Cuộc chiến của Foyle), đã từng phục vụ trong chiến dịch Na Uy và mất một chân tại đó.
- Bộ phim năm 2008 Max Manus (tựa tiếng Anh: Man of War) là một phim lịch sử chiến tranh dựa trên những sự việc có thật trong cuộc đời của kháng chiến quân Na Uy Max Manus (1914–1996)
- Tiểu thuyết phiêu lưu Biggles Defies the Swastika của W. E. Johns miêu tả cuộc phiêu lưu của nhân vật chính là Phi đội trưởng Bigglesworth (Biggles) khi cố gắng trốn thoát từ Na Uy sau khi mắc kẹt tại quốc gia này trong cuộc xâm lược của Đức. Cuốn tiểu thuyết chứa đựng nhiều tài liệu về việc chiếm đóng Oslo, các trận đánh tại Narvik và phản ứng của hải quân Anh trong chiến dịch này.
- Cuộc xâm chiếm Na Uy và sự chiếm đóng quốc gia này sau đó đã được mô tả trong cuốn tiểu thuyết The Moon is Down (Trăng lặn) của John Steinbeck, mặc dù cả Đức và Na Uy đều không được nhắc đến theo đúng tên gọi quốc gia trong đó.
- Narvik (2022), bộ phim kể về trận chiến của quân Na Uy với người Đức trước khi bị chiếm đóng hoàn toàn vào ngày 10/6/1940. Đây được coi là thất bại đầu tiên của quân đội Đức trong Thế chiến II.